# Monasterio de Santa Clara (Moguer)
El monasterio de Santa Clara  se encuentra en Moguer, Provincia de Huelva (España). Está incluido como Bien de Interés Cultural de los Lugares Colombinos.
Es el monumento colombino más destacado de Moguer. Su abadesa Inés Enríquez, tía del rey Fernando el Católico, apoyó el viaje descubridor en la corte. A la vuelta del viaje descubridor, Cristóbal Colón y el resto de moguereños, pasaron la primera noche en su iglesia cumpliendo el voto realizado en alta mar cuando una tempestad estuvo a punto de hacer zozobrar la Niña.
Fue fundado en 1337, para monjas clarisas, por Alonso Jofre Tenorio, primer señor de Moguer y primer patrono del monasterio. 
El convento se divide en dos grandes espacios: el recinto religioso y las viviendas. En cuanto al primero, forman parte de él diversas estancias como la capilla "de profundis", antiguo panteón de las clarisas, donde se conserva un artesanado mudéjar del siglo XVI. La iglesia es la parte más noble del edificio, tratándose de un templo gótico-mudéjar de tres naves separadas por arcos apuntados, siendo la nave central más ancha y larga que las laterales, y estando coronada por un ábside poligonal. A los pies de la iglesia se encuentra el doble coro, alto y bajo, donde se encuentra la sillería nazarí, obra del siglo XIV única en su estilo. 
En cuanto a la residencia conventual, está formada por diversos claustros en torno a los que se distribuyen las dependencias. Destaca, el claustro de las Madres, cuya arquería baja, del siglo XIV, conforma el claustro más antiguo de Andalucía. A su alrededor se encuentran los dormitos, pabellón de dos plantas del siglo XVI, con artesanado renacentista, el refectorio, sala rectangular de bóveda apuntada, la cocina, que conserva una enorme chimenea del siglo XIV, la enfermería renacentista, etc. 
Por lo que respecta a las obras de arte mueble, destacan obras como el retablo mayor, obra de mediados del siglo XVII de Jerónimo Velázquez; en escultura, los sepulcros de los Portocarrero, enterramientos labrados en mármol en el siglo XVI, que representan los cuerpos yacentes de 9 personas en tres solideos; el retablo de la Circuncisión del Señor, de Martínez Montañés, procedente del desaparecido convento de San Francisco de Huelva; la Virgen del Amor Hermoso, del siglo XVI; el Niño Jesús de las Lágrimas, del siglo XVIII, obra de La Roldana; el relieve gótico inglés del Ecce Homo, del siglo XV; la Inmaculada Concepción del siglo XVIII; o el Cristo Atado a la Columna, renacentista; en pintura, la decoración pictórica de las puertas del coro, del siglo XV, el mural de San Cristóbal (siglo XIV) la Anunciación del siglo XV, la Virgen Franciscana y el Descendimiento de Cristo (siglo XVI), la Sagrada Estirpe (siglo XVI) o la Dormición de la Virgen y el Bautismo de Cristo, ambos del siglo XVIII; en las artes suntuaras, los libros de coro del siglo XV, el conjunto de dalmáticas de los siglos XVII y XVIII, y otras obras. 
El monasterio está catalogado como Monumento Nacional desde 1931.

## Historia

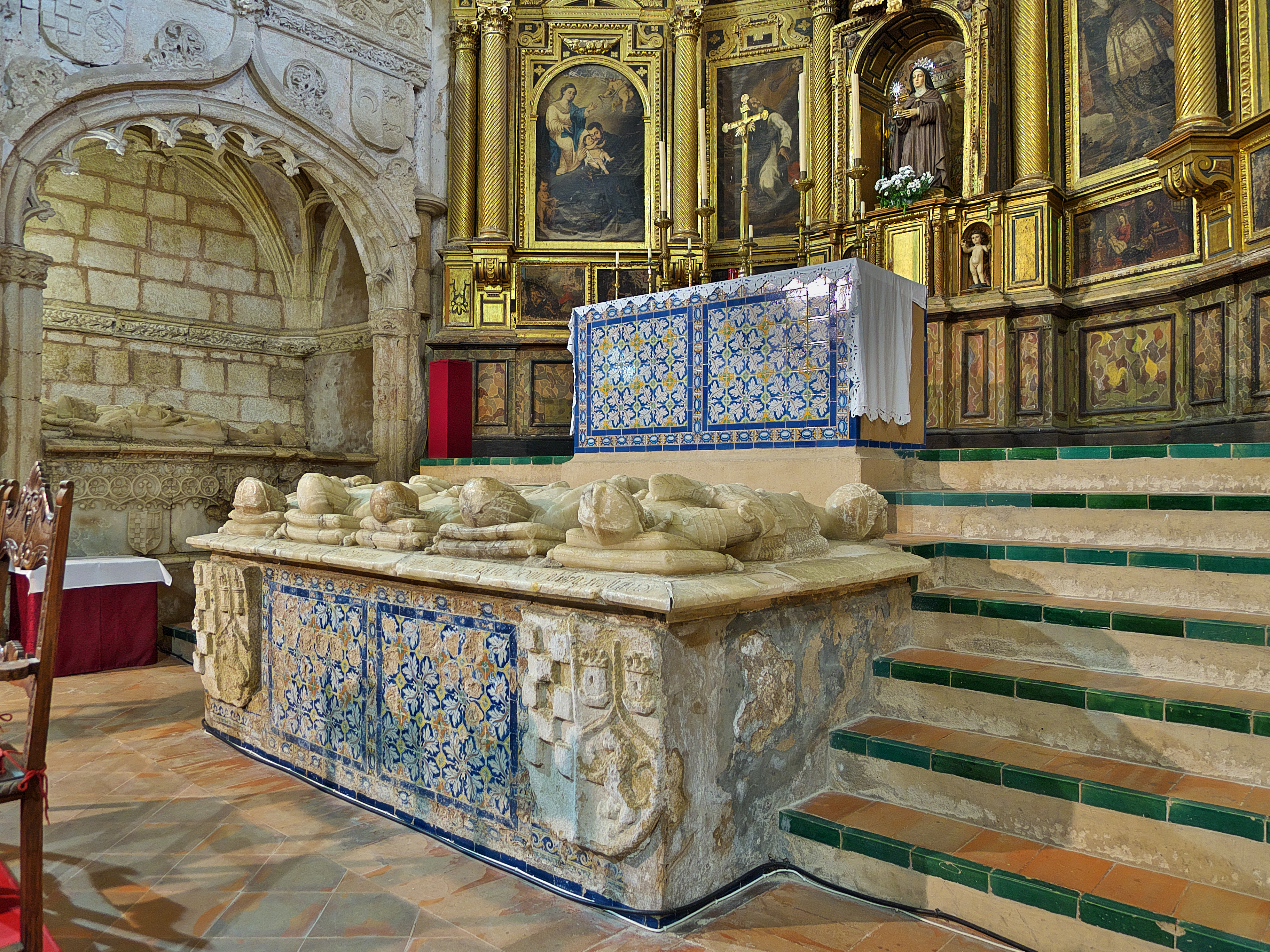
Túmulo sepulcro de los primeros Señores (I, III y VIII Señor)

El monasterio de Santa Clara de Moguer fue fundado por Alonso Jofre Tenorio, Almirante Mayor de Castilla, y su mujer Elvira Álvarez para religiosas clarisas entre 1337 y 1338. La licencia de fundación concedida por el Arzobispo y Cabildo Hispalenses el 13 de octubre de 1337, y la donación señorial del terreno a las monjas para la construcción del edificio el 11 de abril de 1338, son los dos únicos hechos documentados que confirman la erección del monasterio, a falta de la carta fundacional que no se ha conservado. El asentamiento de 105 frailes y monjas franciscanas en Moguer obedeció al prestigio de los conventos de la Orden de San Francisco establecidos en Sevilla después de 1248, y, en concreto, al interés del Almirante Jofre Tenorio de convertir la aldea de Moguer en una próspera villa, fortaleciendo el concejo con el fuero y franquicias de Sevilla e instalando las primeras comunidades religiosas.
El monasterio se construyó en una loma próxima a la villa, denominada "Campo de Santa Clara", integrándose en el casco urbano gracias a la nueva tendencia urbanística iniciada a finales del siglo XV, y al auge demográfico de la población. Durante siglos influyó en la vida social, económica, cultural y religiosa de la comarca. Sus patronos, los Portocarrero, estuvieron íntimamente ligados a él por motivos materiales y espirituales, por contar entre las clarisas con miembros femeninos de su linaje, y, en síntesis, por convertir la iglesia conventual en panteón de la familia.
La fama y el prestigio alcanzados por el monasterio de las clarisas de Moguer hicieron de este cenobio, entre los siglos XIV y XVII, un foco de expansión de otros conventos de la misma Orden fundados o reformados en Andalucía: Santa Inés de Sevilla (1374), Santa Clara de Jaén y Córdoba, Santa Clara de Gibraltar (1586), Alcalá de Guadaíra (1597), Priego, Santa Clara de Osuna (1611), y Jerez de los Caballeros.
Los fundadores y sus sucesores, los Portocarrero, enriquecieron el patrimonio económico del monasterio con donaciones y exenciones. Papas y reyes le concedieron privilegios de todo tipo, lo que unido a las concesiones hechas por muchos particulares vinculados a dicho monasterio, hicieron que se convirtiera en un importante y respetable centro de poder, con propiedades repartidas por la villa de Moguer y su término, Condado de Niebla, Gibraleón, incluso fuera de la Comarca, como por ejemplo Alcalá del Río (en cuya tierra se encontraba el cortijo del almirante), Cazalla, Puebla, etc. A lo largo del siglo XVI el monasterio incrementó su patrimonio gracias a la adquisición de nuevos bienes, cuyas rentas contribuyeron a afianzar el carácter "capitalista" de su hacienda. En las centurias siguientes la situación fue degradándose basta culminar con la crisis económica provocada por la desamortización eclesiástica, a partir de 1835. Entonces le fueron expropiadas 411,68 hectáreas de tierra repartidas por diferentes términos de las actuales provincias de Huelva y Sevilla.
La medida económica de Mendizábal fue el detonante de la total extinción de la comunidad clarisa del monasterio a principios del siglo XX. En sus mejores momentos, el monasterio de Santa Clara reunió un número considerable de religiosas: entre los años 1354 y 1761, varió entre diez a quince. La cota más alta fue alcanzada en 1591 con cincuenta y cinco religiosas, y la más baja en 1884 con solo tres. Con la desaparición de las clarisas, el monasterio de Santa Clara fue ocupado por la Congregación de Esclavas del Divino Corazón, establecimiento promovido por el cardenal Spínola. El cardenal recibió la propiedad del monasterio de manos de la duquesa de Alba, María del Rosario Falcó y Osorio, en 1903, pasando ésta al Obispado de Huelva en 1954, al crearse ese año la nueva diócesis. 

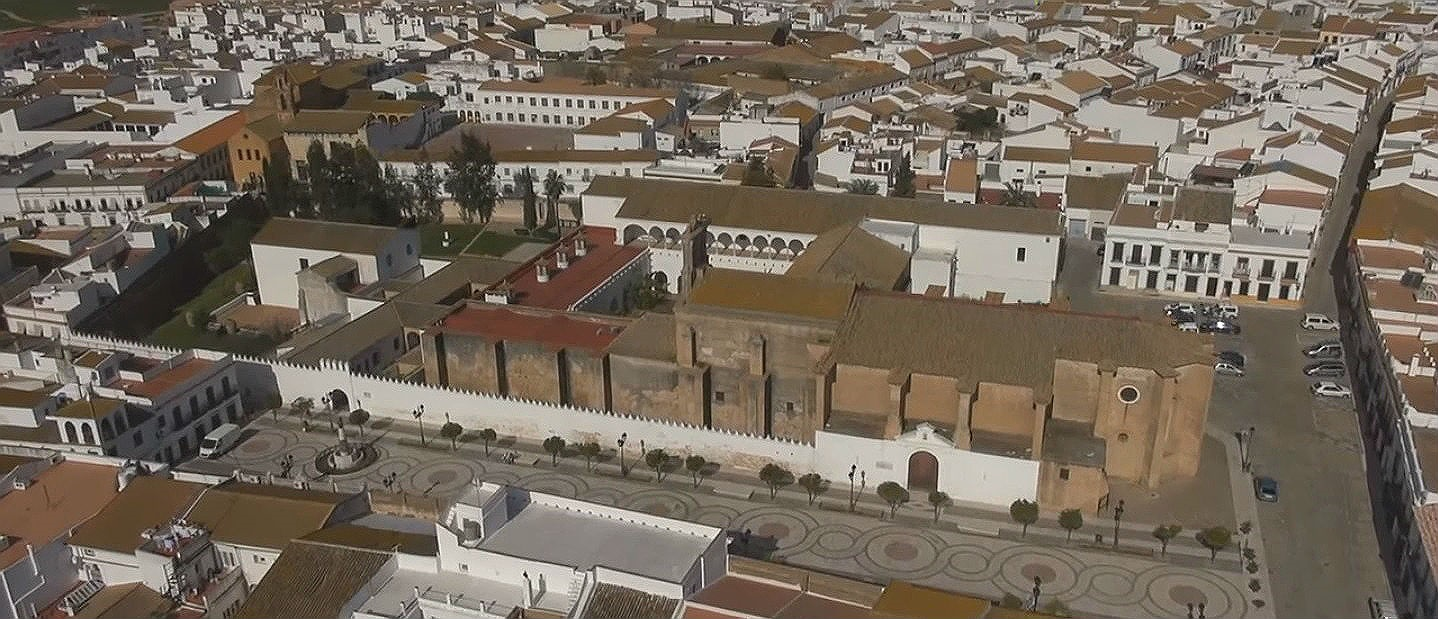
Vista del monasterio

La congregación llegó a Moguer en 1898, instalándose al principio en dos casas particulares. A partir de 1902 se trasladó a Santa Clara, que seguía estando habitado por tres clarisas ancianas y enfermas. La última abadesa, sor Ana Carrasco y Viva, falleció en julio de 1903. Las monjas de la Congregación de Esclavas del Divino Corazón instalaron en este complejo conventual un colegio femenino, así como el noviciado que funcionó desde 1930 hasta el traslado de la comunidad a Sanlúcar la Mayor (Sevilla) en 1955. Con la llegada de los PP. Capuchinos a Moguer en 1956, como administradores de su única parroquia, el monasterio de Santa Clara recuperó el ambiente franciscano de épocas pasadas, al convertirse en la residencia de los nuevos inquilinos. En 1961 la Orden instaló en él su Colegio de Filosofía, reuniendo hasta veintitrés capuchinos. En 1975 abandonaron el edificio, trasladándose a una vivienda ubicada en el interior de la parroquia. Hasta hace unos años el monasterio de Santa Clara fue la sede del Museo Diocesano de Arte Sacro de Huelva.
Desde 1963 el monasterio de Santa Clara ha venido siendo sometido a importantes obras de restauración y consolidación. Las más recientes se incluyen dentro del Plan Colón 92 de la Junta de Andalucía destinado a la recuperación integral de los edificios vinculados al Descubrimiento de América. El monasterio fue declarado Monumento Nacional en 1931. Incluido dentro del conjunto histórico artístico Lugares colombinos. También tiene protección integral en base al Plan General de Ordenación Urbana. 

### Vinculación americana
La vinculación americana del monasterio de Santa Clara se inicia en los momentos previos al primer viaje colombino. Las cuatro estancias de Cristóbal Colón en Palos de la Frontera y Moguer, entre 1485 y 1493, quedaron íntimamente relacionadas con personas y estamentos concretos de ambas villas. Los contactos del genovés con este monasterio de clarisas fueron decisivos para la culminación de su proyecto de descubrimiento. Su abadesa, Inés Enríquez, tía del rey Fernando el Católico jugó un papel protagonista en la aceptación del plan colombino por parte de los monarcas. Consta documentalmente que la abadesa de Santa Clara mantuvo relación epistolar con el Almirante, y cómo éste, veló e hizo decir una misa de acción de gracias en la iglesia conventual la madrugada del 16 de marzo de 1493, al regreso de su primer viaje, cumpliendo así con el "voto" enunciado por la tripulación de la carabela La Niña el jueves 14 de febrero de aquel año cuando una tormenta amenazó con hundir la nave a la altura de las Azores.

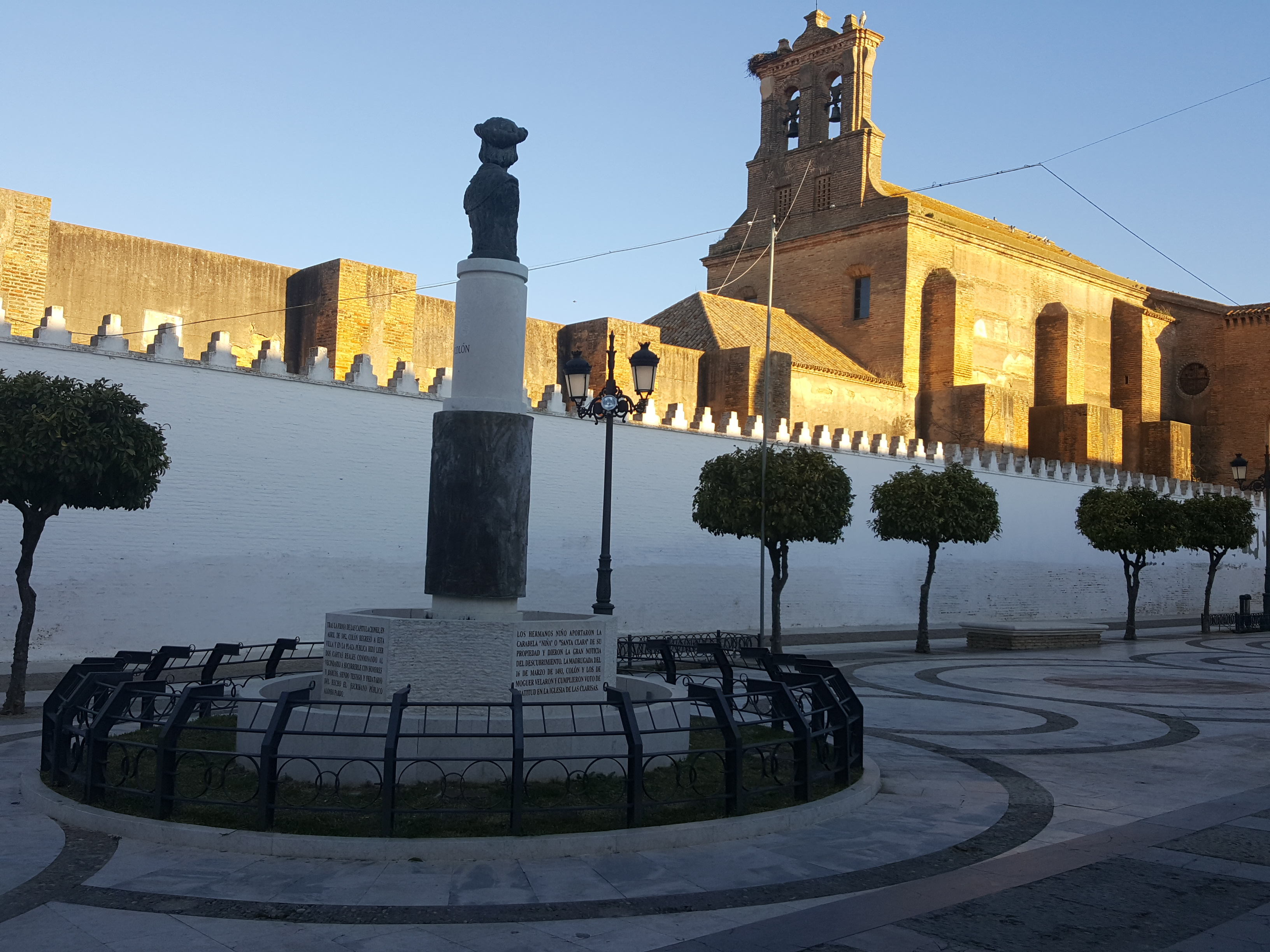
Monumento a Cristóbal Colón junto al monasterio

El monasterio de Santa Clara era desde los tiempos inmediatos a su fundación un centro religioso de reconocido prestigio en las altas esferas de la Corte, donde profesaron mujeres de los linajes más señeros de Castilla. Además, el control que durante siglos había ejercido sobre la economía local como titular de abundantes rentas y prebendas lo convirtieron en un importante foco de atracción debido a su estatus privilegiado; o lo que es lo mismo, en un auténtico centro de poder con posibilidad para influir en el ánimo real y en la toma de decisiones de la administración en general. Colón, gran devoto de la orden franciscana, comprobó personalmente el arraigo del monasterio de Santa Clara en la comarca, y sus relaciones con la Corona. Como persona hábil y oportunista que era no desaprovecharía una ocasión semejante. En varias ocasiones los moguereños fueron testigos de la presencia del genovés en la villa acompañado por el guardián del Monasterio de La Rábida, fray Juan Pérez. Según el padre Bartolomé de las Casas, el monasterio de Santa Clara gozaba de una gran devoción y popularidad entre la marinería del Condado. La carabela propiedad los Hermanos Niño, que participó en el viaje de descubrimiento, botada en el Puerto de la Ribera de Moguer hacia 1488, fue bautizada oficialmente con el nombre de Santa Clara, aunque ha pasado a la historia con el calificativo que hace referencia al apellido de sus propietarios. 
Existen ciertas relaciones y analogías estilísticas entre el monasterio de Santa Clara y la arquitectura hispanoamericana. Las iglesias fortificadas de los conventos mexicanos de Huejotzingo, Tula, Acolman, Tepeaca, Cholula, Acatzingo, Cuernavaca, Yuriria, Atlatlahucan, Xochimilco, etc, tienen sus antecedentes inmediatos en Santa Clara de Moguer, San Antonio Abad de Trigueros, San Bartolomé de Villalba del Alcor, la iglesia del castillo en Aracena, o San Isidoro del Campo en Sevilla.
La estructura claustral con el característico alfiz de tradición mudéjar del monasterio de Santa Clara se repite en los claustros conventuales del siglo XVI de Santo Domingo y Santa Clara de Tunja en Colombia. Por otro lado, al esquema de arcos peraltados sobre columnas de mármol blanco de la enfermería se aplica indistintamente en el patio de la casa del capitán Suárez Rendón y en el de la antigua residencia de la Compañía de Jesús, también de Tunja. En esta ciudad colombiana, perteneciente al antiguo Reino de Nueva Granada, residieron y fundaron solar muchos moguereños emigrados a Indias en el siglo XVI, siendo uno de los más destacados el nieto homónimo del piloto Pedro Alonso Niño.
Durante el período romántico los Lugares colombinos adquirieron cierto protagonismo debido en parte a la difusión realizada por artistas plásticos y escritores viajeros. El norteamericano Washington Irving, entusiasta de todo lo relacionado con la historia del descubrimiento, visitó el monasterio en 1828, dejando un hermoso relato en su diario como testimonio.

## Patronos
El patronazgo del Monasterio estuvo unido al Señorío de Moguer desde el establecimiento del mismo, hasta que en 1903, la esposa del XXVII Señor, cedió sus prerrogativas y atributos a la archidiócesis de Sevilla.
El patrono no poseía derechos económicos ni físicos sobre el Monasterio, solo espirituales. Por ejemplo, los patronos tenían potestad para eximir de la dote a ciertas religiosas (parientes, amistades y criadas) al ingresar en el Monasterio de Santa Clara de su villa de Moguer. El título era recibido por la Fundación de una obra religiosa. Por ella se convertía en protector de una Congregación a la que concedía distintos privilegios a cambio de misas, cantos, rezos y honras fúnebres. La toma de posesión del patronato de un Monasterio constituía uno de los actos jurídicos que investían de legalidad la sucesión de cada nuevo titular en un señorío. 
En 1727, Antonio-Lope Barradas Portocarrero, XX señor de Moguer, tomó posesión del patronato del Monasterio de Santa Clara junto con la cárcel pública, carnicerías y jabonerías. El ritual seguido en dicha ceremonia consistió en la introducción del Señor, por parte del corregidor de Moguer, en la iglesia claustral donde oraron ante el Santísimo Sacramento. Posteriormente, subieron al Altar Mayor y en señal de posesión, el Señor trasladó el misal del lado de la Epístola al del Evangelio, tocó las campanillas y cambió de lugar los candeleros, amén de otros detalles no especificados en los textos conservados.
| N.º | Personas                                                   | Fecha                   | Orden                             |
| --- | ---------------------------------------------------------- | ----------------------- | --------------------------------- |
| 1   | Alonso Jofre Tenorio                                       | 1.333-1.340             | I Patrono                         |
| 2   | María Tenorio                                              | 1.356-?                 | II Patrono                        |
| 3   | Alonso Fernández Portocarrero                              | 1.362-1.384             | III Patrono                       |
| 4   | Martín Fernández Portocarrero                              | 1.384-1.418             | IV Patrono                        |
| 5   | Pedro Fernández Portocarrero                               | 1.418-1.429             | V Patrono                         |
| 6   | Juana Portocarrero Francisca Portocarrero                  | 1.429-1.430 1.429-1.436 | VI Patrono VI Patrono (bis)       |
| 7   | María Portocarrero Luís Bocanegra                          | 1.444-1.471 1.436-1.442 | VII Patrono VII Patrono (bis)     |
| 8   | Pedro Portocarrero Martín Fernández Portocarrero           | 1.471-1.519 1.442-1.444 | VIII Patrono VIII Patrono (bis)   |
| 9   | Juan Portocarrero                                          | 1.519-1.544             | IX Patrono                        |
| 10  | Pedro Portocarrero                                         | 1.544-1557              | X Patrono                         |
| 11  | Alonso Portocarrero                                        | 1.557-1.560             | XI Patrono                        |
| 12  | Juan Portocarrero                                          | 1.560-?                 | XII Patrono                       |
| 13  | Alonso Portocarrero                                        | ¿-1.622                 | XIII Patrono                      |
| 14  | Francisca Luisa Portocarrero                               | 1.622-1.639             | XIV Patrono                       |
| 15  | Juan Gaspar Domingo Portocarrero                           | 1.639-1.640             | XV Patrono                        |
| 16  | Francisco Portocarrero                                     | 1.640-?                 | XVI Patrono                       |
| 17  | Alonso Portocarrero                                        | ¿-?                     | XVII Patrono                      |
| 18  | Pedro Fernández Portocarrero                               | ¿-1.703                 | XVIII Patrono                     |
| 19  | Diego Antonio-López Barradas                               | 1.718-1.727             | XIX Patrono                       |
| 20  | Antonio-López Barradas Portocarrero                        | 1.727-1.729             | XX Patrono                        |
| 21  | Cristóbal Gregorio Portocarrero                            | 1.729-1.763             | XXI Patrono                       |
| 22  | Cristóbal Pedro Portocarrero                               | ¿-1.757                 | XXII Patrono                      |
| 23  | María Francisca de Sales Portocarrero Felipe López Pacheco | 1.763-1.808 1.765-1.798 | XXIII Patrono XXIII Patrono (bis) |
| 24  | Eugenio Portocarrero y Palafox Diego Fernández de Velasco  | 1.808-1.834 1.798-1.811 | XXIV Patrono XXIV Patrono (bis)   |
| 25  | Cipriano Palafox y Portocarrero                            | 1.834-1.839             | XXV Patrono                       |
| 26  | María Francisca de Sales Portocarrero                      | 1.839-1.881             | XXVI Patrono                      |
| 27  | Carlos María Fitz-James Stuart y Portocarrero              | 1.881-1.901             | XXVII Patrono                     |

## Arquitectura del edificio

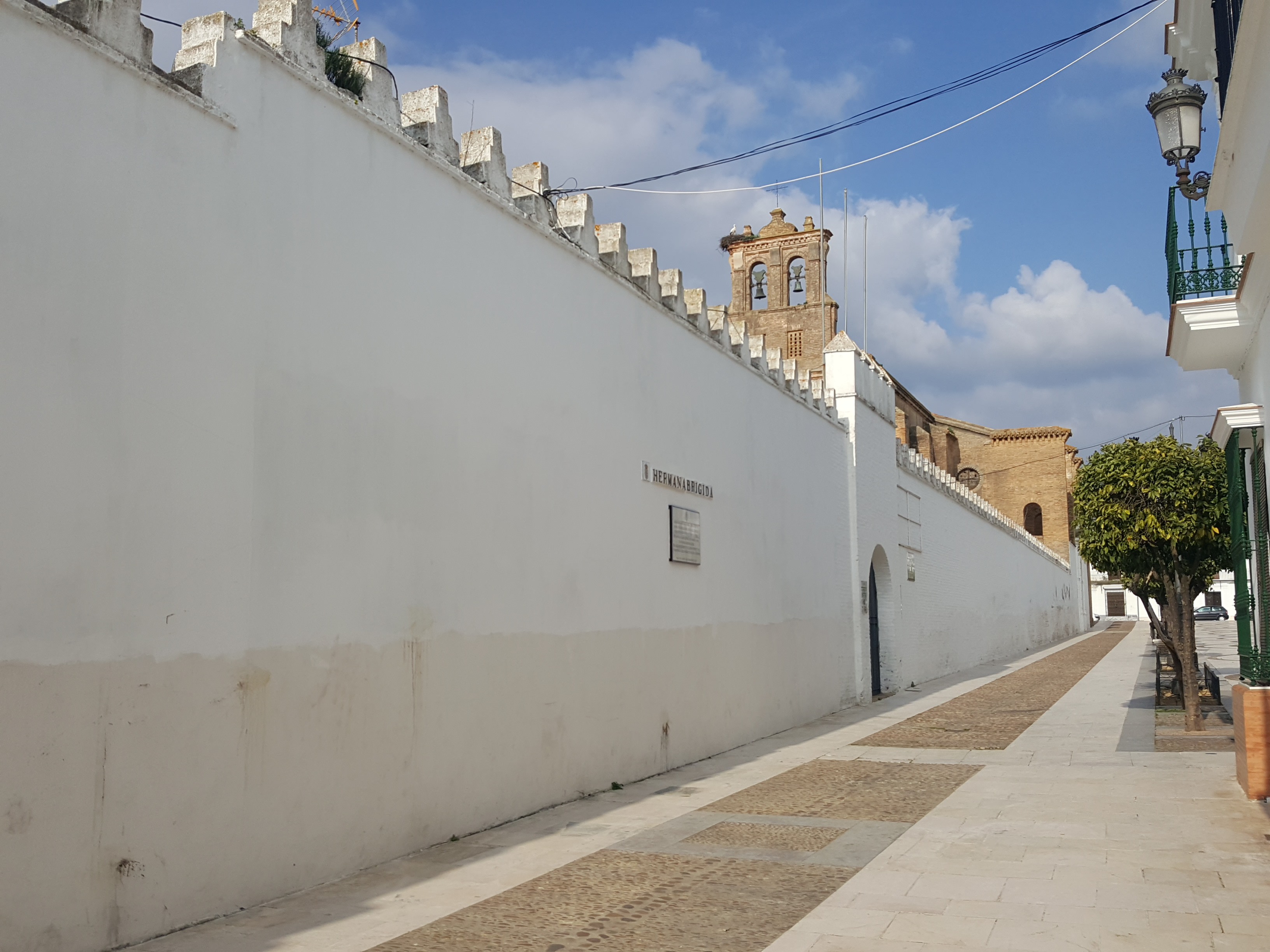
Fachada exterior

El Monasterio de Santa Clara de Moguer consta de dos cuerpos principales: la vivienda conventual y la iglesia. El estilo mudéjar aflora en el templo y se advierte aún con mayor fuerza en las restantes dependencias monacales: compás, claustrillo, claustro grande, cocina, refectorio. etc. El edificio monástico es enorme, con galerías, encrucijadas, salones de hasta 68,45 metros de longitud, huecos de escaleras y patios. Una alta y almenada cerca rodea el recinto, confiriéndole cierto aspecto de fortaleza. Tras este muro, apreciamos robustos contrafuertes de espaciados volúmenes cúbicos que otorgan al conjunto, de indudable belleza, un evidente sabor defensivo. Tiene una superficie total de 9.834 m² de las que 4.410 m² están construidas.

### Espacios abiertos
El compás, los claustros y el patio, constituyen los núcleos centrales de la clausura, alrededor de los cuales giraba la vida monástica. Los claustros son los motivos arquitectónicos que enlazan edificios de proporciones desiguales -iglesia y dependencias monacales-, haciendo emerger una multiplicidad de volúmenes en torno a unas sencillas estructuras de elegantes, sobrias y sendas arquerías.

#### Compás

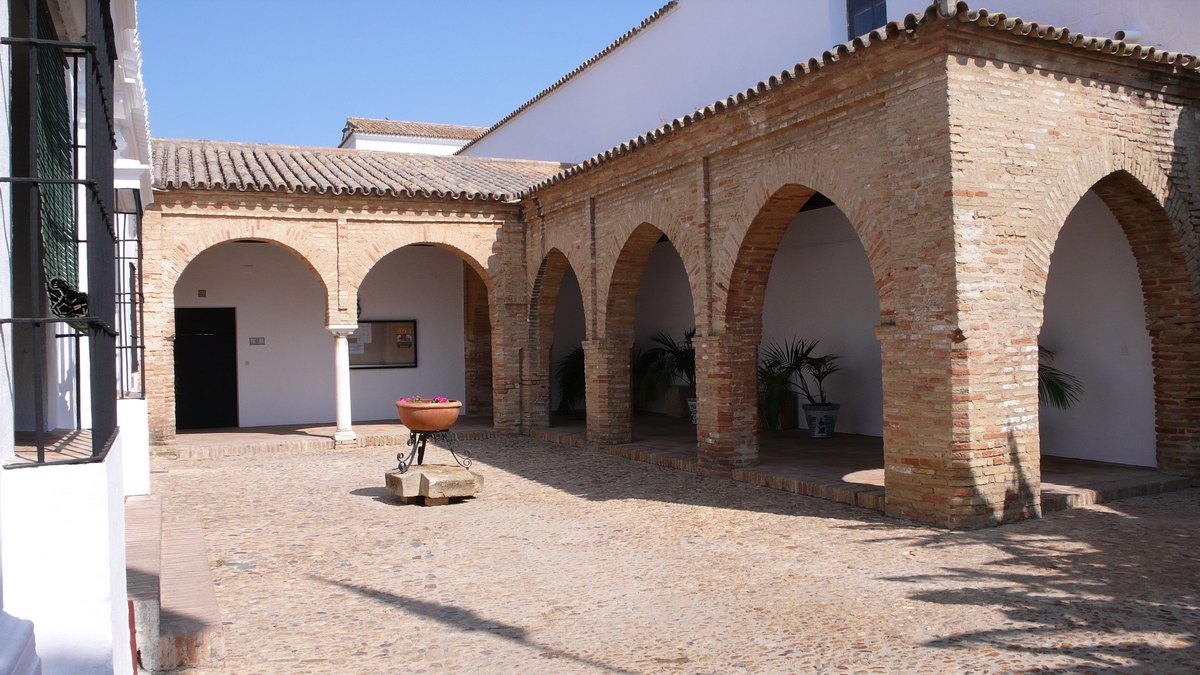
Compás

La entrada al monasterio se realiza por el compás, obra probable del siglo XV. Este atrio ubicado al suroeste del edificio está porticado al frente y lado derecho, el lado izquierdo alberga las dos casas de las mandaderas, de fachada barroca. El ala derecho tiene 3,48 m de ancho por 13,40 de largo y abarca cuatro arcos ojivales enmarcados en alfices sostenidos por pilares ochavados con capiteles estalactíticos. Junto a este se sitúa una reja que da al patio colindante a la Plaza de las Monjas. La galería frontal tiene dos arcos y en ella se sitúa el portón de entrada al Claustrillo mudéjar.
El artesanado de ambas galerías es de ladrillo y tabla, y se protegen al exterior mediante cubierta a un agua de tejas árabes. El pavimento de los soportales es de ladrillos a espinapez. La solería, algo más elevada que la situada al centro del compás, va protegida en sus bordes por una hilera de ladrillos a sardinel. La zona central está recubierta de guijarros.

#### Claustrillo mudéjar

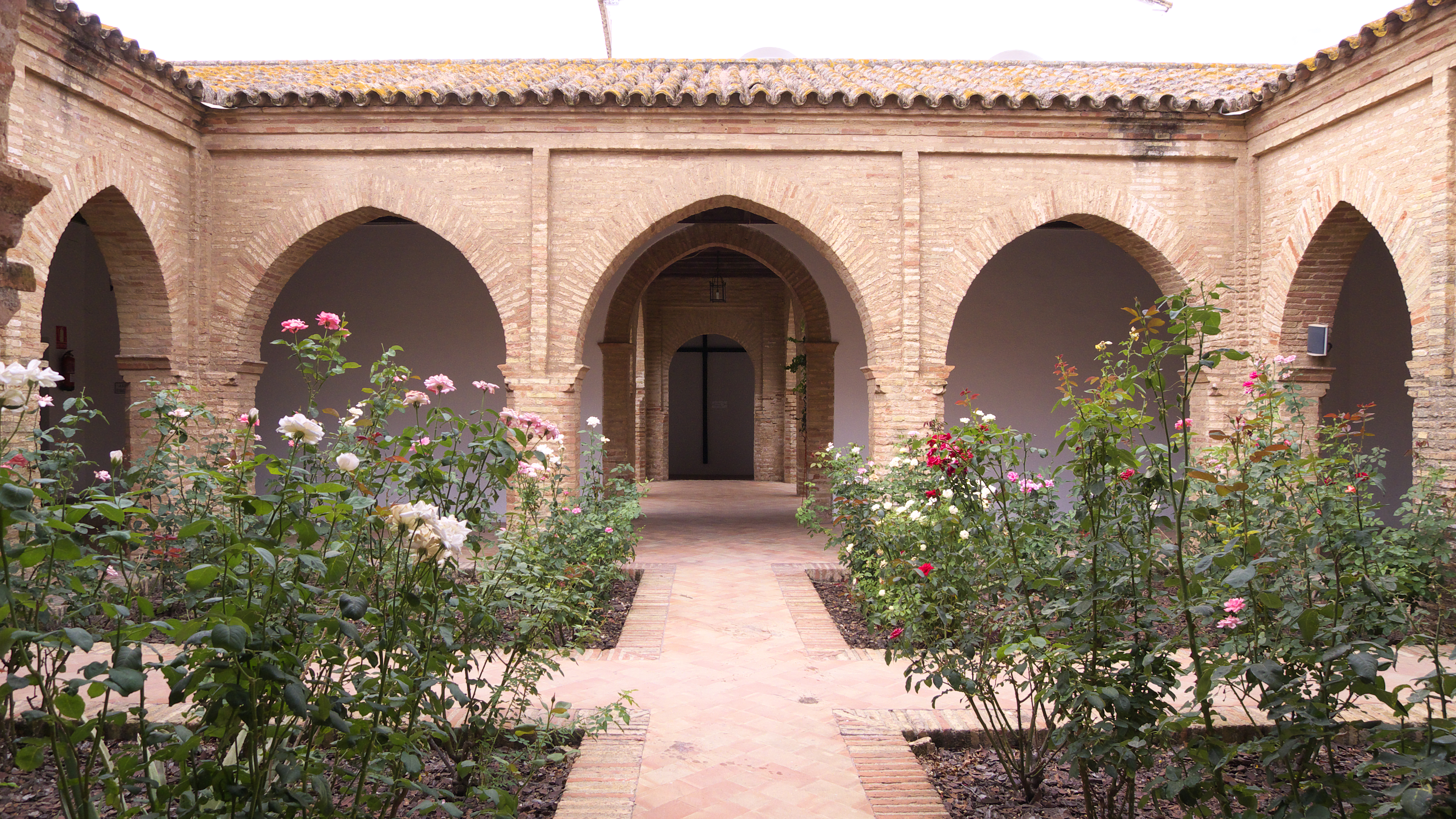
Claustro mudéjar

El patio de crucero (ancho, 13,65 m.; largo, 16,41 m.), presenta por cada lado, encuadrados por alfices, tres arcos apuntados -de diferentes proporciones- que apean sobre pilares ochavados, idénticos a los de la pieza anterior, provistos también de los típicos capitelillos estalactíticos tan propios de la comarca. Es probable que la obra sea del siglo XV.
La zona central destinada a jardín (ancho, 7,12 m; largo, 9,86 m), está rodeada por las cuatro crujías de 2,72 m de anchura. Este espacio nuclear, dividido por dos calles de 1,48 m de ancho, adopta forma de cruz y deja entre sus extremos cuatro trozos de tierra sembrados de rosales y geranios multicolores. 
En torno al claustro hay seis puertas de caoba: el portón de ingreso al mismo; a su izquierda, la del torno; en el muro frontero, otras dos, una que conduce a la huerta y a la antigua sala de labores y otra a una dependencia, hoy convertida en servicios; en el paramento oriental las dos restantes, que inician sendos corredores escalonados que enlazan con el claustro de las Madres.
Las nuevas cubiertas del claustrillo, al igual que las restantes del edificio ya restauradas, son de tableros de rasilla sobre tabiquillos apoyados en viguetas de hormigón que constituyen los forjados que quedan sobre los nobles artesanados. En este caso se repite el mismo modelo de ladrillo por tabla observado en los soportales del compás. Las cubiertas de tejas árabes utilizan cerámicas antiguas para las cobijas.

#### Claustro de las Madres

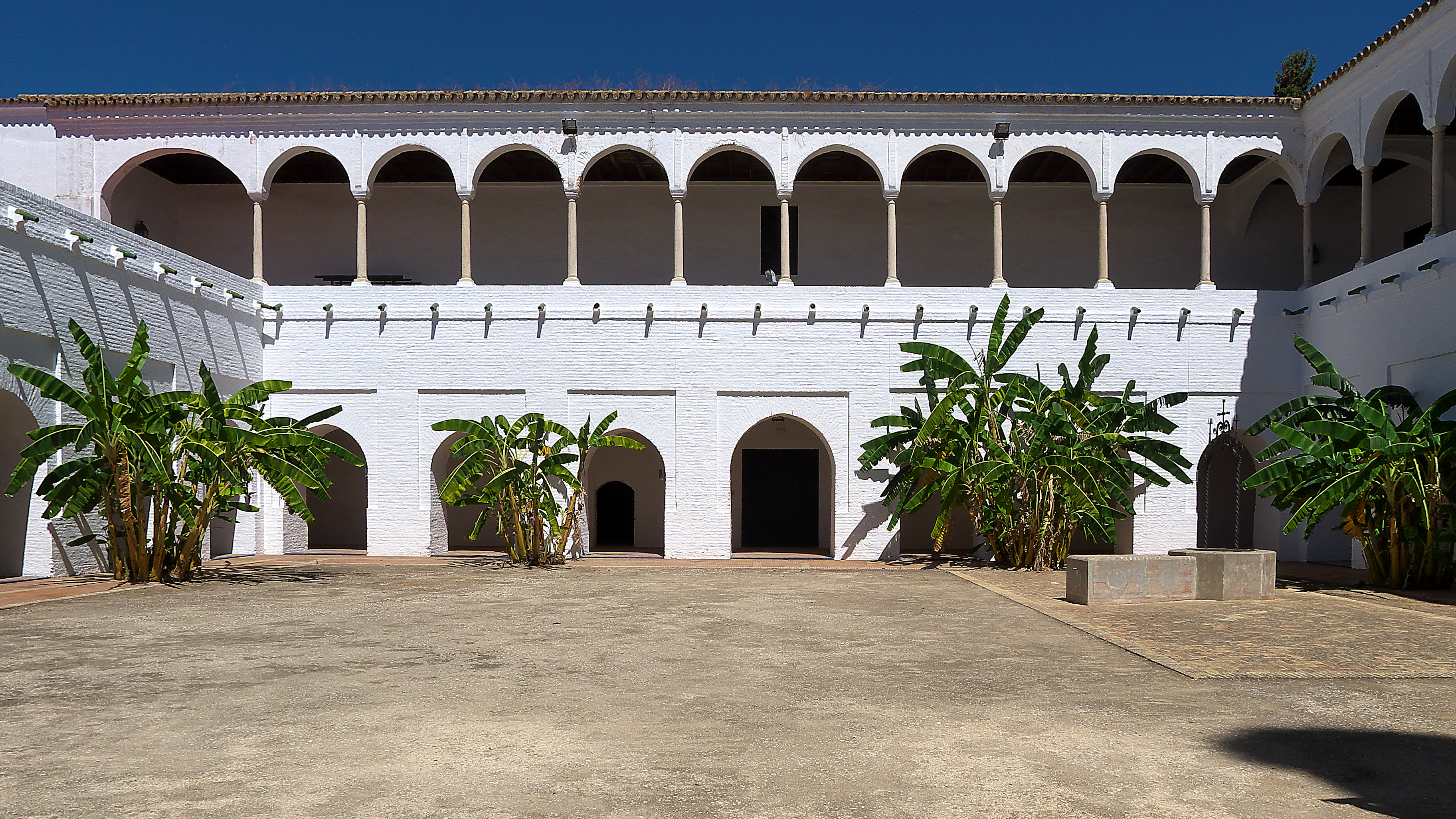
Claustro de las Madres o Grande

El pequeño claustro mudéjar da acceso al claustro de las Madres o claustro Grande, por los pasillos abovedados mencionados anteriormente. Es casi cuadrado (ancho 34,27 m.; largo, 34,66m.). Está delimitado por cuatro galerías mudéjares, del siglo XV, con arcos de ojiva inscritos en alfices. Las cuatro crujías son de 5,88 metros de alto por 2,70 m de ancho, se cubren con bóvedas de cañón seguido y se pavimentan con una combinación de ladrillos y olambrillas. En los extremos del claustro, donde se cortan las bóvedas de las galerías contiguas, surge un tramo de bóveda de aristas, en tres de los ángulos del patio, salvo en el extremo noreste, donde hay unos altares con arcos apuntados. 
El piso superior del claustro, remodelado en 1589, es barroco. Consta de una arquería compuesta por dos logias de once arcos cada una. Los arcos de medio punto enmarcados en alfices cabalgan sobre columnas de mármol blanco. La techumbre de madera es de la restauración de 1973. El lateral sur y oeste carecen de arquería para no obstaculizar la iluminación de la planta baja en invierno.
El acceso entre las plantas se realiza a través de dos escaleras, del siglo XVI, situadas en la crujía oriental. En el patio central existe un aljibe con brocal octogonal, recubierto con azulejos del 1600.

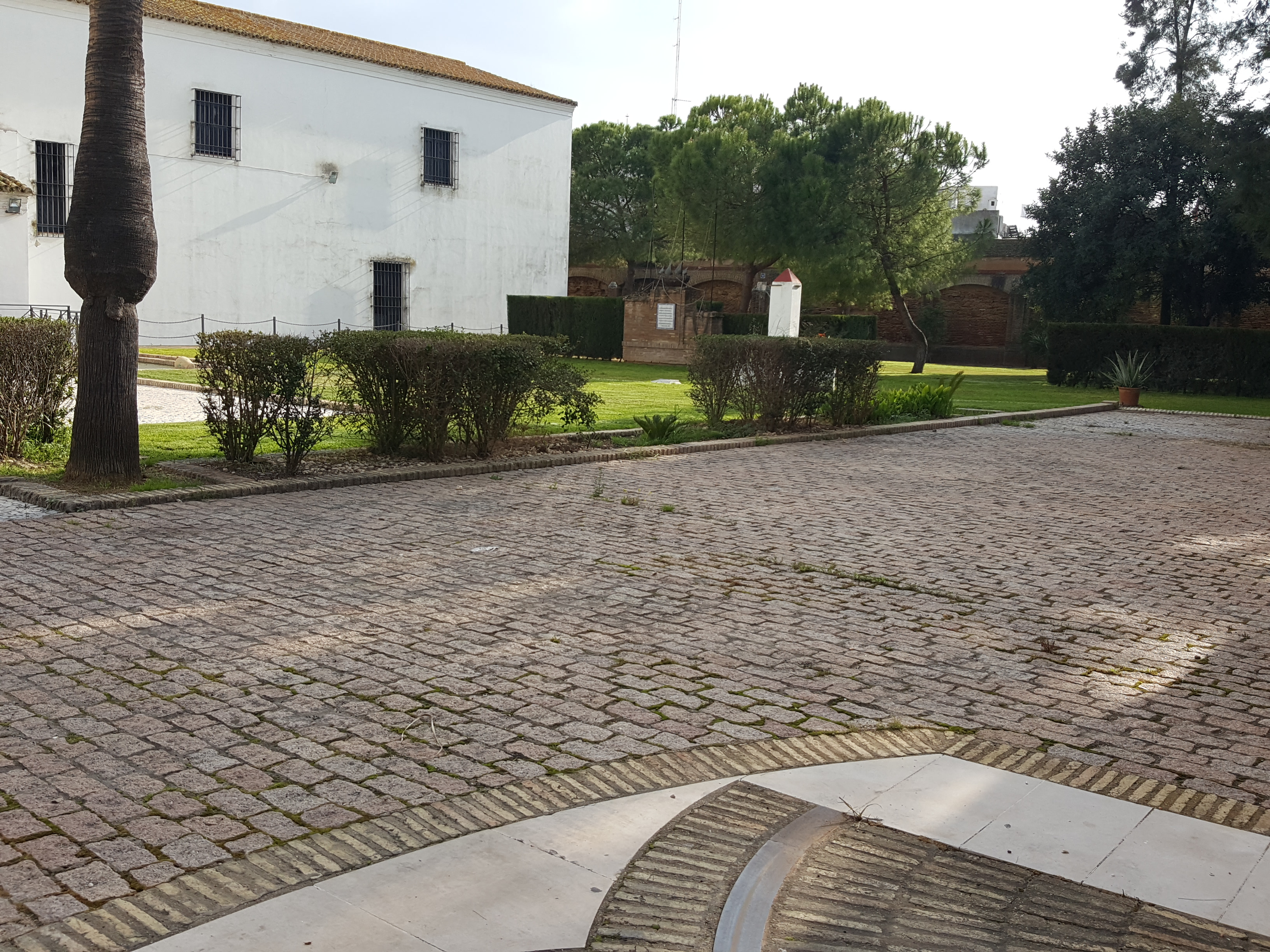
Huertas del monasterio

#### Patio Interior y Huertos
Hay un tercer patio (patio del laurel) de 19,53 m de ancho por 34,66 m de largo, de reciente configuración. Este patio está flanqueado al norte por la prolongación de los muros del dormitorio de las clarisas efectuada en 1589; al sur, por la iglesia; al este, por una cerca alzada en 1915 por el Ayuntamiento de Moguer con objeto de ampliar la actual plaza pública de los Portocarrero; y al oeste, por el claustro principal, con el que se engarza a través de dos pasillos abovedados.
Al norte, junto a los dormitorios, y al este, rodeando al edificio se sitúan los huertos que en su momento eran utilizados por los clérigos para cubrir sus necesidades alimenticias. Tras la restauración del Convenio Colon 92, se convirtieron en jardines.

### Sala Capitular
El antiguo capítulo, situado en el ángulo noroeste del claustro de las Madres, se compone de dos salas abovedadas unidas, formando una sola estancia de bellas proporciones y extraordinaria acústica (ancho, 6,30 m.; largo, 13,68 m.), con dos puertas de acceso, una por cada sala, a nivel del suelo. La segunda bóveda del capítulo está coronada por una linterna de luz y ventilación. La linterna se ha rehecho imitando la forma de otra original de época barroca, conservada en la antigua cocina.

### Despensa
Es otra dependencia (alto, 6,85 m.; ancho, 6,30 m.; largo, 6,84 m.) análoga a las que integran el capítulo. Aparece en este mismo ala occidental del claustro, entre los dos pasillos que unen
el claustrillo mudéjar con el claustro de las Madres. La linterna que perfora su bóveda es réplica de la instalada a los pies del capítulo y de otra que ilumina el pasillo existente entre esta pieza y la sala

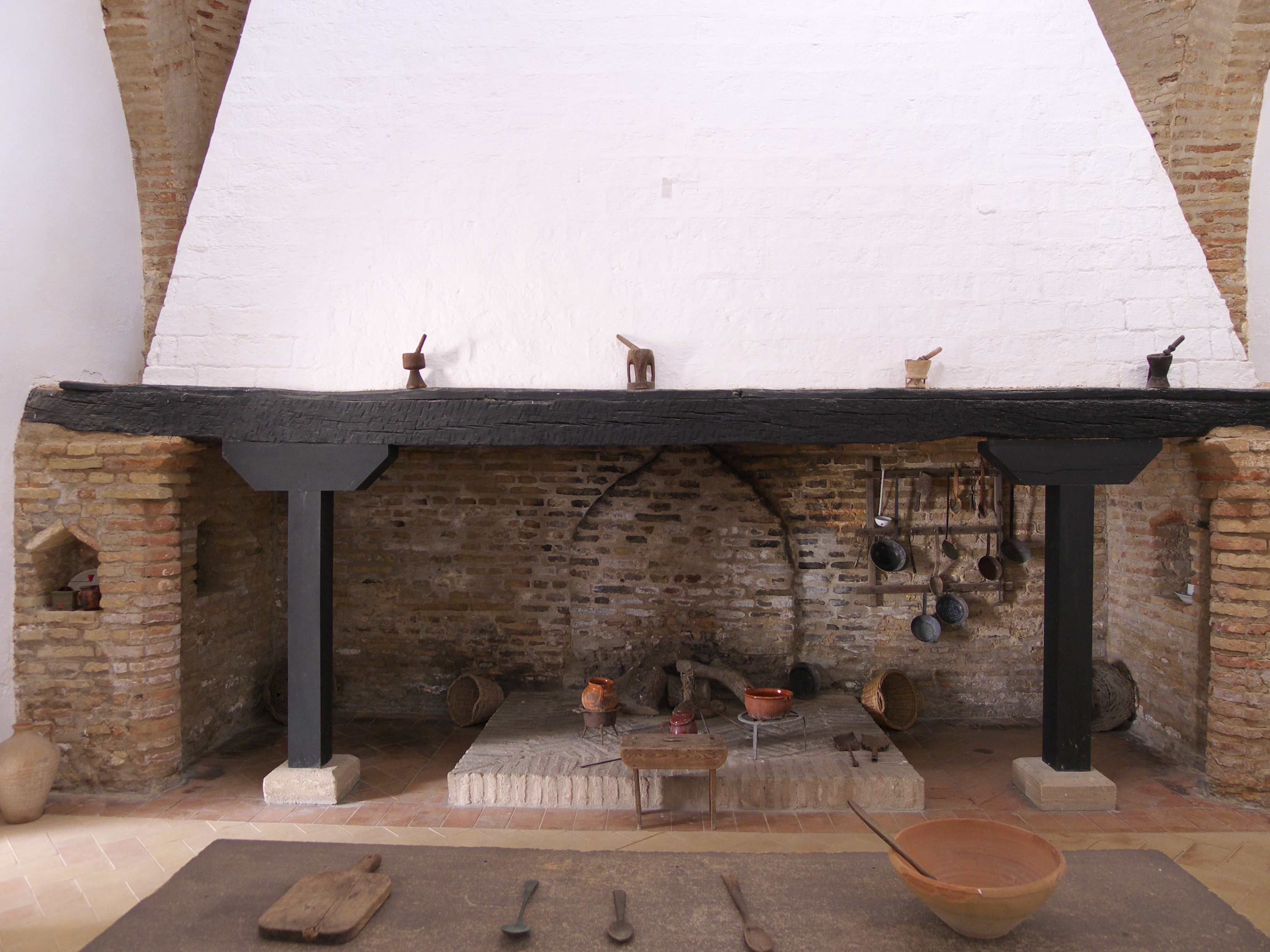
Cocina

capitular.

### Cocina
Se encuentra ubicada en el extremo suroeste de la mencionada crujía occidental. En planta y alzado es similar a las anteriores. Las dimensiones son 6,52 metros de ancho y 6,54 de largo. La bóveda culmina en una sencilla linterna barroca. Este segundo cuerpo circular, cubierto por tejadillo a cuatro aguas, tiene cuatro vanos en derredor, a través de los cuales entra la luz. Al exterior está decorado con dibujo geométrico inciso coloreado en rojo, amarillo y blanco. La campana de la chimenea, de forma trapezoidal, colocada sobre el fuego, a la vez de recoger los humos, sirve de ornato.

### Otras dependencias
Lindando a las anteriores se disponen en la galería oriental del claustro, otras tantas dependencias desprovistas de linterna, por lo que la iluminación es lateral. De su utilidad nada se sabe en concreto, tan solo que en tiempos de las esclavas del Divino Corazón, la sala contigua a la escalera principal sirvió de despacho a la Superiora de la comunidad.

### Refectorio

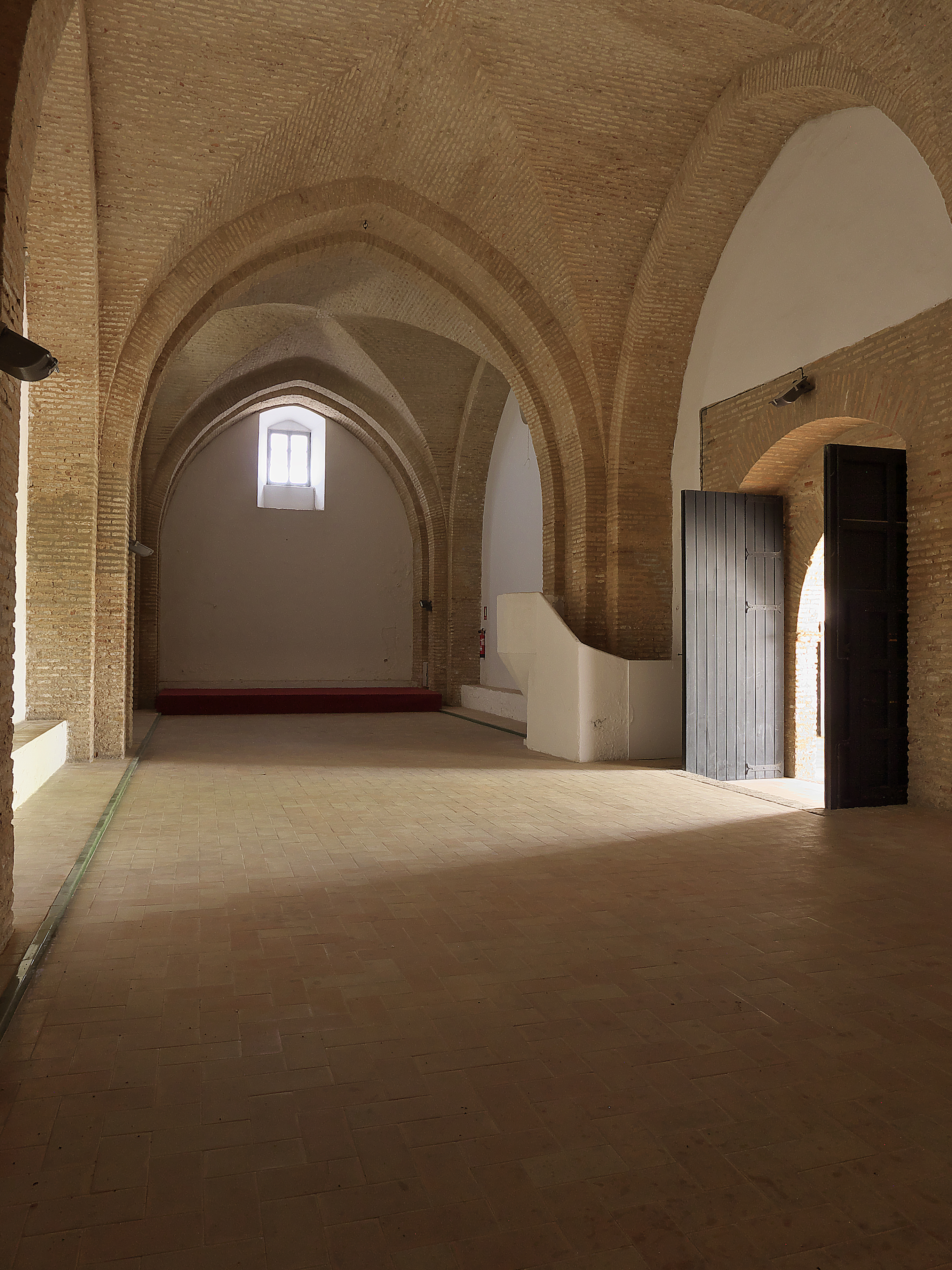
Refectorio

El Refectorio abre su arco apuntado de ingreso, junto al altar situado al suroeste de claustro. Sobre dicho arco perdura una pintura mural de San Francisco de Asís, de medio cuerpo, con un crucifijo en su diestra. Bajo el encalado de la imposta perduran restos de una inscripción “Recubuit qui privilegio amoris ……”.
El comedor tiene 7,56 de alto, 7,93 de ancho y 22,95 metros de largo. Se cubre con bóveda de factura mudéjar de tres tramos. Uno de ellos es de cañón apuntado, los otros dos de aristas apuntadas. Los tramos están acentuados por arcos fajones almohades. La nave tiene adosado a la pared el poyete que servía de asiento a la comunidad. Conforme entramos, a la derecha, se sitúa el antiguo púlpito de tapial usado para la lectura en horas de comida.

### Archivo
Entre las cajas de las dos escaleras que suben al claustro alto, y sobre las dependencias de su crujía oriental, se levantó en la restauración de 1977 un gran salón rectangular de 7,10 por 21,5 metros de largo, cubierto con un tejado a una sola vertiente. Este se utilizó en origen como sede del archivo diocesano de Huelva.

### Dormitorios

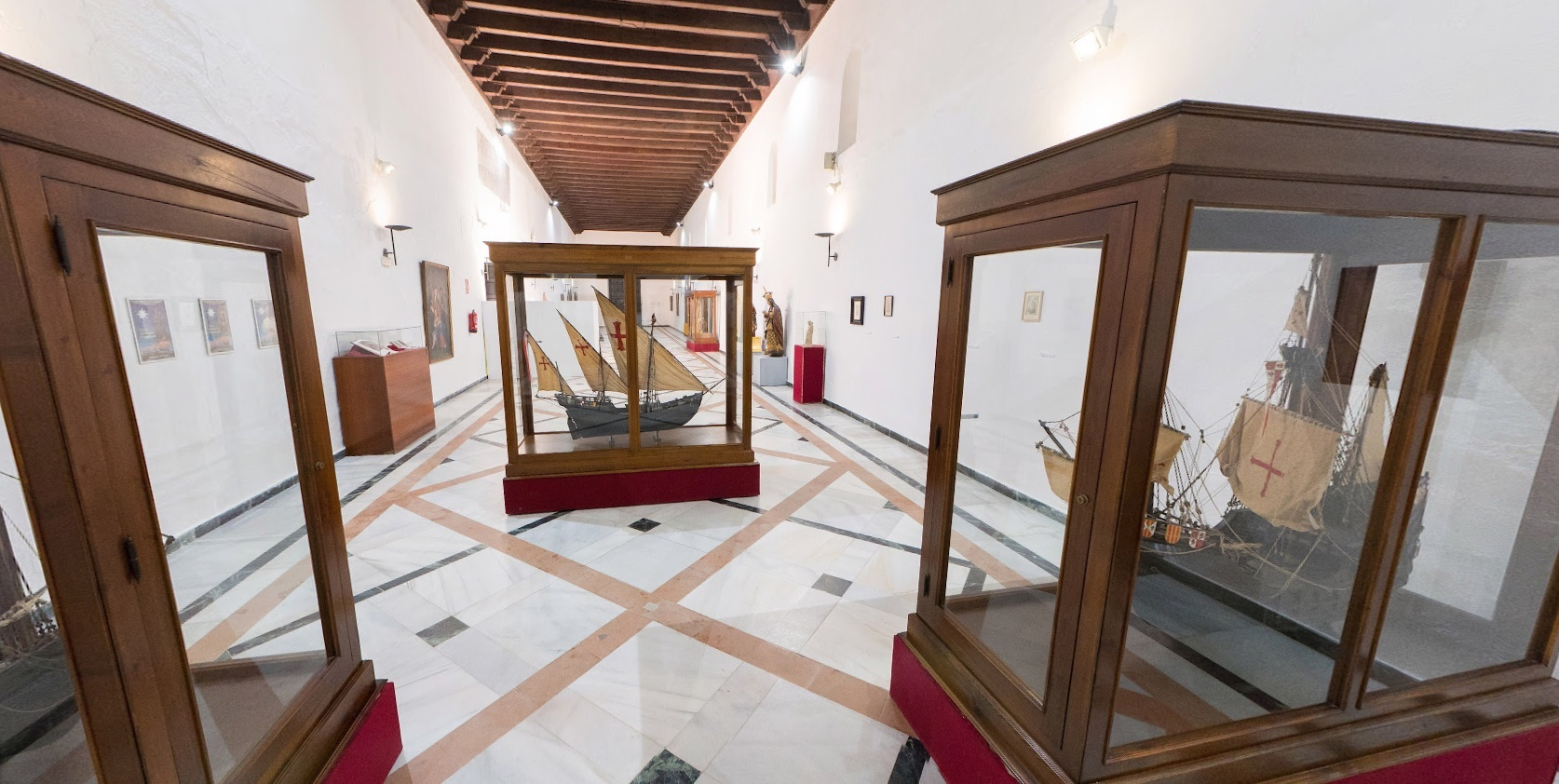
Dormitorio

En la galería septentrional del claustro se entra, a través de un enorme portalón, en los dormitorios cuyas dimensiones son 6,78 metros de ancho por 68,45 de largo. Este pabellón de dos plantas, de 7,36 metros la baja y 4,75 la alta, posee un artesanado renacentista. En el interior del dormitorio bajo y sobre la puerta queda restos de una gran inscripción que dice: “Sol ideo honor et gloria … año de mil quientos i ochenta i ocho se començo la obra deste dormitorio …..”.
El interior del dormitorio estaba ennoblecido por un zócalo pintado de 0,62 metros de alto con motivos heráldicos entre labores de lacerías, se encuentra bajo el actual suelo de ladrillo dispuesto en espinapez. También se conserva en el dormitorio bajo una pintura mural del Padre Eterno.

### Enfermería
Junto al claustrillo mudéjar en su flanco occidental, accedemos a un vestíbulo con artesanado de ladrillo a espinapez que sirve de entrada a un pabellón mudéjar de doble planta, conocido por las monjas esclavas del Divino Corazón como "salones de Santa Teresa". Este pabellón, construido en el siglo XVI, era la antigua enfermería de las monjas clarisas, posteriormente convertido en aula por las esclavas del Divino Corazón. Constituye una unidad arquitectónica de gran valor, con su vestíbulo en soportal abierto y galería superior de doble arco. La duplicada arquería está formada por dos arcos de medio punto peraltado, que descansa en la planta baja sobre pilares laterales y una columna central de mármol blanco con capitel de castañuela y basa en forma de garra. Idéntica distribución se repite en el alto, pero los arcos son de tipo carpentel. Este comunica con un patio interior denominado de Santa Teresa. 
La enfermería tiene 10,15 metros de ancho por 19,66 metros de largo. La escalera de acceso a la planta superior va acodada y adosada al muro septentrional. El pavimento es de cerámica en forma de “tejido de cesta” en ambas plantas. El artesanado es de bovedillas en la planta baja, en la planta alta la techumbre está colgada de los pares, y formada por parecillos de madera y entablado con juntas cubiertas de listones.

### Iglesia

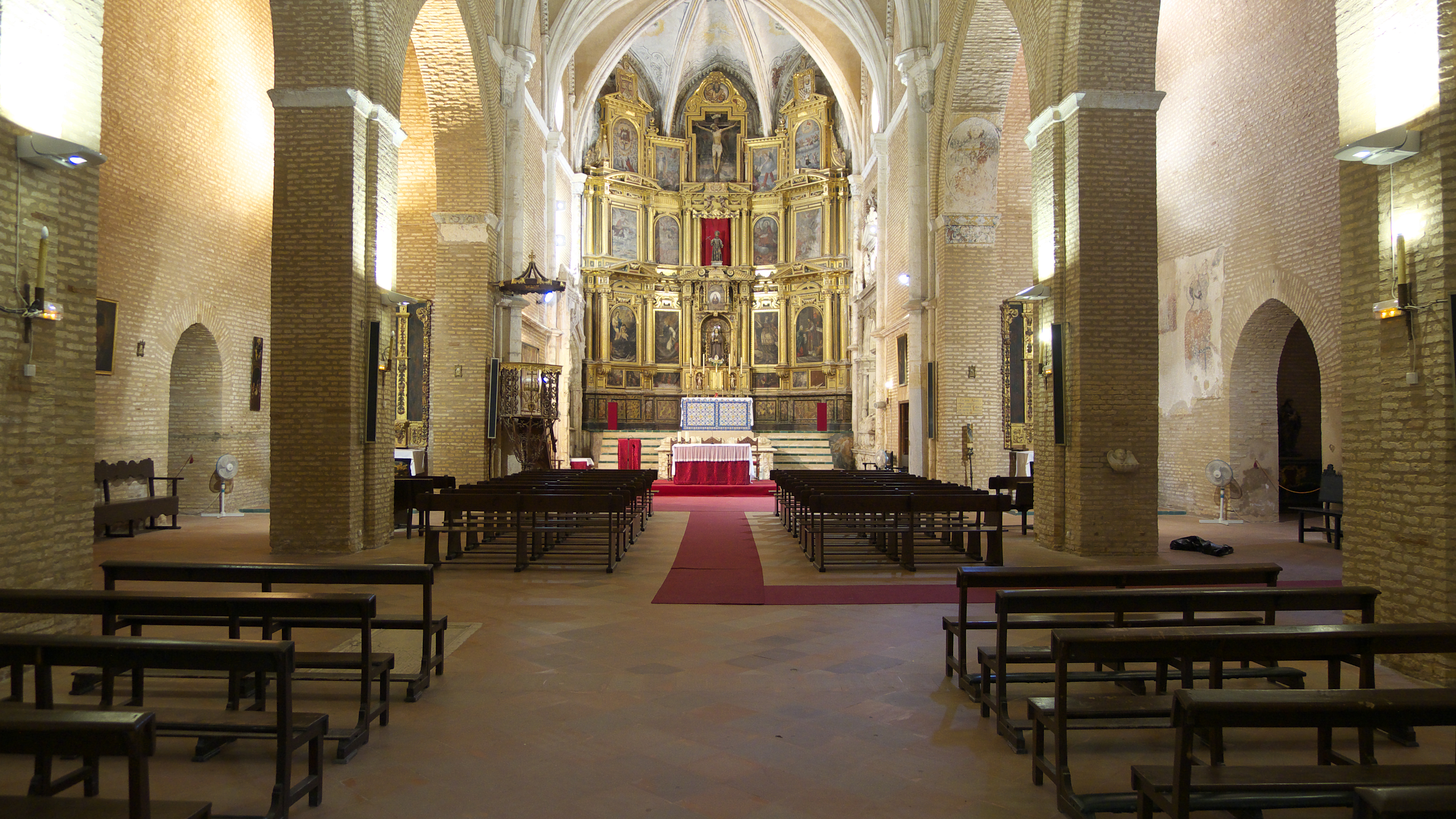
Panorámica iglesia

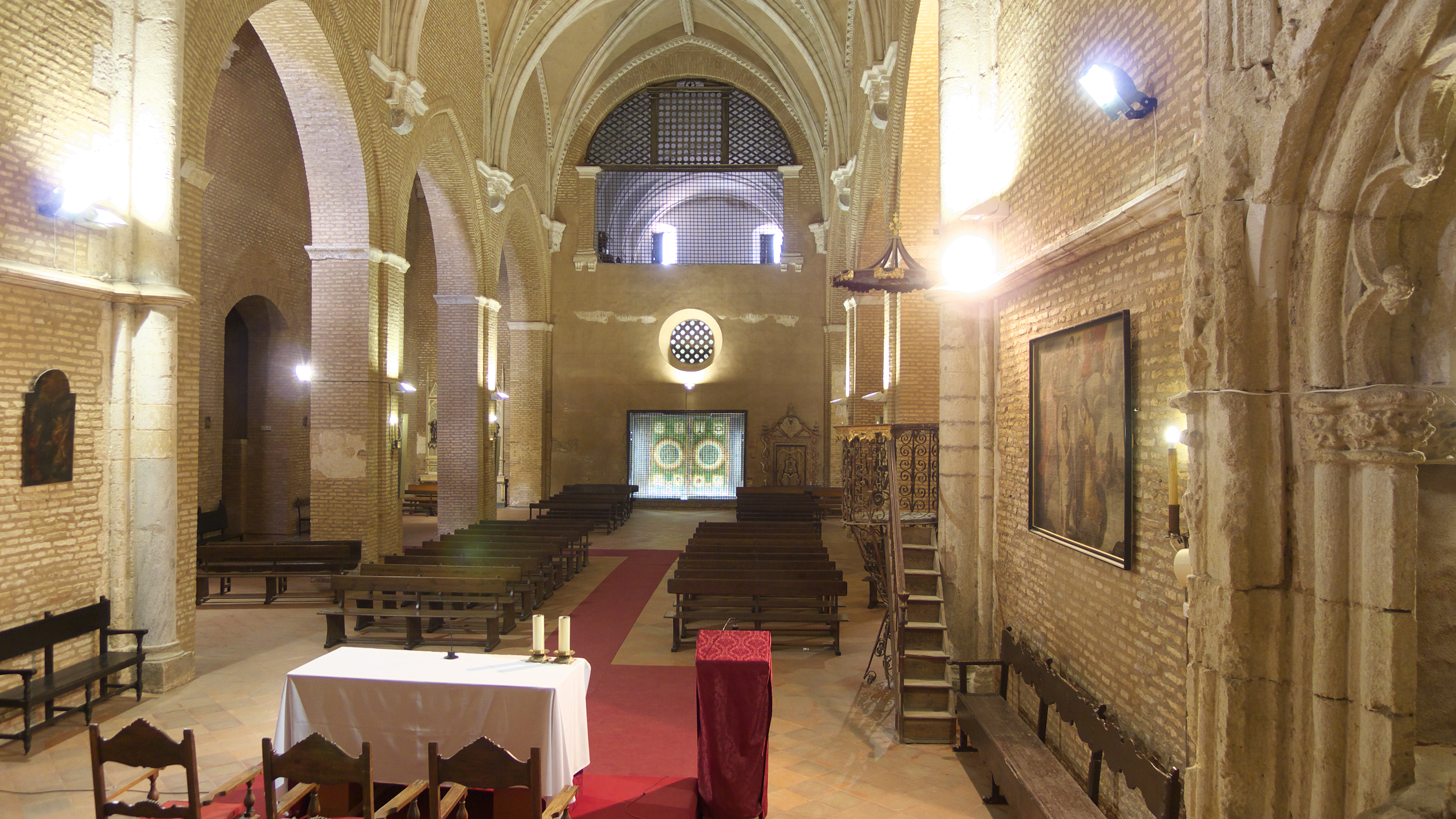
Panorámica iglesia

La Iglesia dentro del ámbito monástico ocupa un lugar preferente, subordinada a su función litúrgica y constituidas por el templo, sacristía, antecoro y coro. Es el núcleo coordinador de las partes públicas y privadas del conjunto, y a la vez, es el punto de máximo esplendor artístico. Dicha ambivalencia ratifica a esta casa de oración como centro espiritual y material de toda la edificación.

#### Templo
El recinto eclesiástico responde a un plan concreto, bien conjuntado en el total resultante, donde cada parte cumple sus funciones específicas. La armoniosa construcción de estilo gótico con elementos mudéjar es patente en el interior del mismo. En cambio, por el exterior acusa un marcado carácter defensivo, como corresponde al tipo de iglesia-fortaleza. 
Las obras del templo se iniciaron en 1338 y en 1405 ya aparece abierta al culto. Los precedentes arquitectónicos de esta iglesia de Moguer arrancan de los templos construidos en el antiguo reino de Sevilla a partir de 1248. Estas primitivas iglesias -con sus tres naves totalmente abovedadas y ábside poligonal- como son Santa Ana (Sevilla), San Miguel (Sevilla, desaparecida en 1868) y San Antonio Abad de Trigueros (Huelva), marcan un hito en la arquitectura gótico-mudéjar.

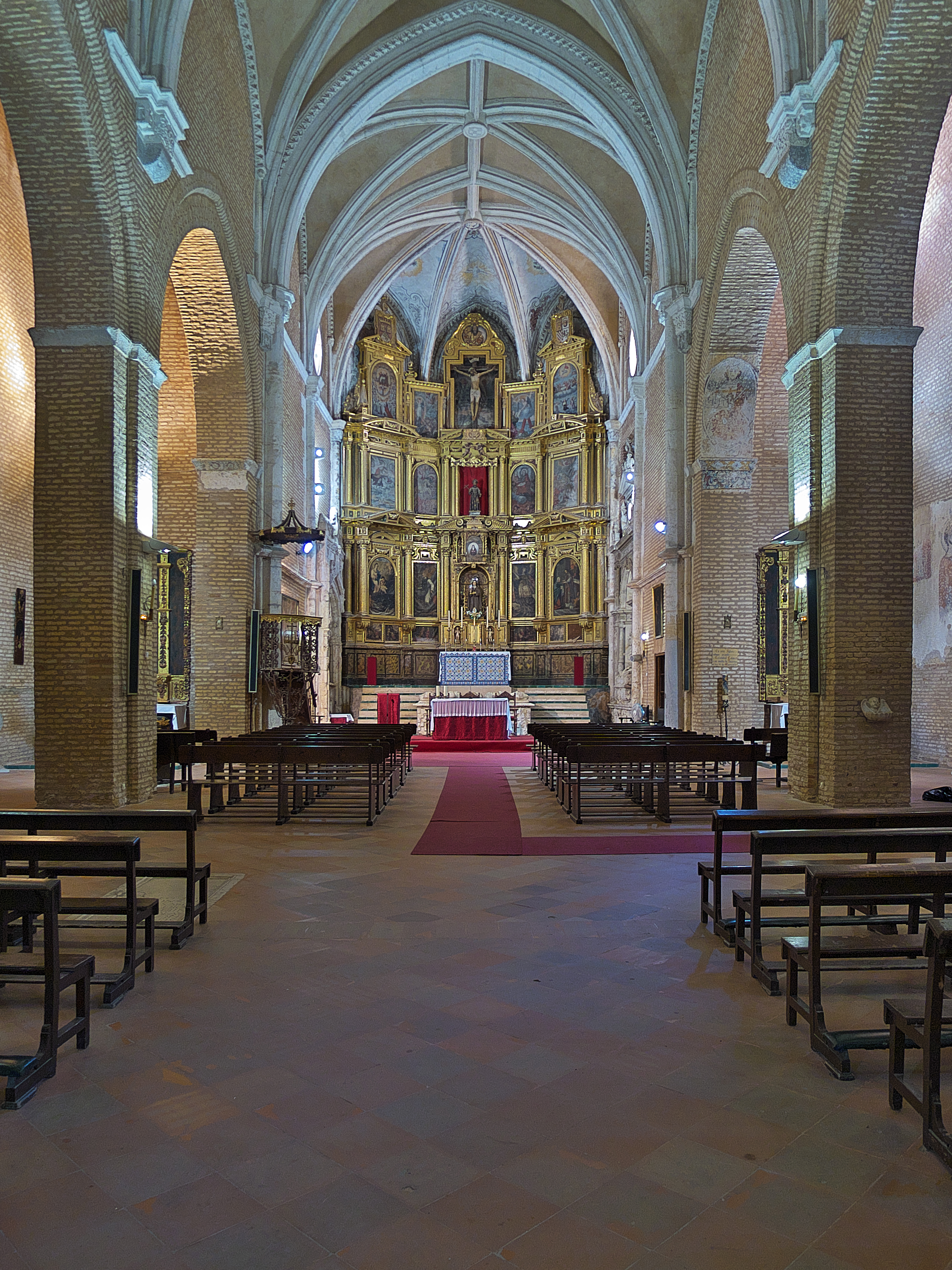
Templo

El templo, por influencia cisterciense, reproduce una estructura románica con arcos apuntados. Estas iglesias de planta y alzado de salón, tienen como característica más notoria la de sus tres naves cubiertas con bóvedas de crucería sexpartita y elevadas casi a la misma altura. Sorprende la amplitud y magnificencia del templo, que no responde al tipo de iglesia conventual, es decir, de una nave, sino que presenta tres naves. El porcentaje de este tipo de iglesias en la Baja Edad Media es escaso. Por eso, Santa Clara de Moguer es de importancia excepcional en toda Andalucía Occidental.
El monasterio de Moguer altera su perfecta orientación litúrgica al desviarse 40' hacia el norte. Presenta la siguiente distribución: tres naves cubiertas con bóvedas de ojiva, sin crucero, con cinco capillas laterales (tres a la derecha y dos a la izquierda) entre los contrafuertes, y ábside poligonal. La nave central presenta un ancho de 8,80 m.; largo, incluyendo la profundidad de la capilla mayor, de 32 m; y alto, de 15 m; es más ancha y algo más elevada que las contiguas. Las naves laterales tienen un ancho de 3,14 m; largo de 19,53 m; y alto, de 12,60 m.
En esta construcción, por influencia mudéjar, utilizaron casi exclusivamente el ladrillo. En el interior de la iglesia resulta novedosa la nervadura pétrea de la bóveda central. En cambio, en las bóvedas colindantes solo es de cantería el espinazo a la burgalesa a diferencia de los restantes nervios ojivales ejecutados en ladrillo. 
Un profundo ábside poligonal remata la cabecera del templo, mientras que las restantes naves acaban en testero plano. El ábside tiene la misma anchura que la nave central. La capilla mayor destaca al exterior por sobresalir marcadamente del cuerpo de la iglesia y por quedar exenta de la cerca almenada que rodea todo el monasterio. Por el interior tanto los nervios de su bóveda como los del arco triunfal descansan sobre sendas impostas, asentadas sobre originales capitelillos, decorados con mascarones, que coronan unas columnas adosadas al muro. Columnas que descienden hasta el suelo, ornamentadas exclusivamente por una pequeña moldura, que corta en su punto medio la superficie lisa de su altura, confiriéndole una mayor antigüedad. Dichas molduras se enlazan mediante una faja pétrea, cuya misión es acortar visualmente el paño siguiendo el juego de la imposta. En la decoración interior de este recinto sagrado descuellan unas columnillas cilíndricas que, apoyadas sobre la imposta que recorren tanto la capilla mayor como los distintos cuerpos de la nave principal, reciben sobre sus capitelillos los arcos ojivales, decorados con puntas de diamante.
En el centro de la capilla se alza el sepulcro tumuliforme de los fundadores del Monasterio y de algunos de sus descendientes. A los lados se alzan otros dos sepulcros dentro de los muros.
A los pies del templo, en la nave principal, surge el enrejado rectangular del coro bajo (alto, 2,90 m; largo, 6,60 m), a través del cual participaban las clarisas en los servicios religiosos. Junto a él divisamos una puerta dieciochesca, de sabor rococó, con decoración de rocallas y perinolas doradas que cierra el comulgatorio de las monjas. En su interior destacan pinturas de angelotes con racimos de uvas y haces de espigas, símbolos eucarísticos. En este mismo paramento, más arriba, hay un ojo de buey con celosía mudéjar de estrellas octogonales. En lo más alto del muro luce el enorme ventanal del coro alto. Su reja está flanqueada por
dos pilastras que apean sobre ménsulas pareadas y que reciben por encima un arco de medio punto amplísimo. 

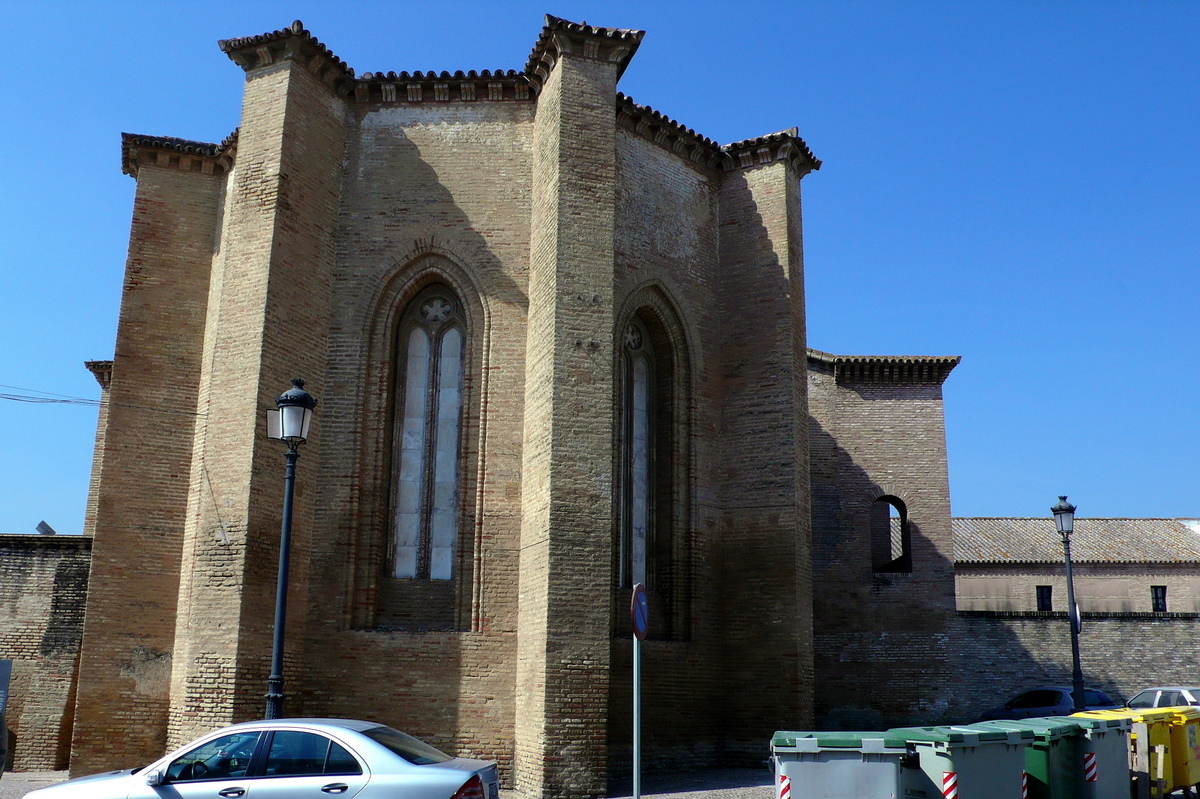
Vista exterior del ábside de la Iglesia

La primitiva solería de ladrillo a espinapez fue sustituida por otra de mármol blanco y gris a fines del siglo XIX. Al solar de nuevo el piso de la iglesia desaparecieron las lápidas sepulcrales de distintas familias de la población.
En el exterior, es notorio el sistema de contrarresto de este edificio no solo por su originalidad sino también por el aspecto de fortaleza que confiere a sus exteriores. Los repetidos soportes, así como los pilares que reciben los arcos formeros, son elementos de descarga de presiones verticales hasta el punto en que los empujes laterales de arcos y bóvedas son prácticamente imperceptibles en muros y pilares. Para contrarrestar la presión lateral hay seis contrafuertes en el ábside y cuatro a ambos lados del cuerpo de la iglesia. Los cuatro estribos laterales de cada flanco del templo están horadados con sendos huecos centrales, que culminan en arcos de medio punto. 
La portada de ingreso a la iglesia, desde la Plaza de las monjas, presenta arco de medio punto adovelado, flanqueado por pilastras almohadilladas que sostienen el dintel con decoración de triglifos y sobre el un frontón partido en cuyo centro incluye una hornacina. 
El edificio se cubre, al exterior, con tejado a dos aguas de tejas árabes. El ábside va rematado por un pretil, el resto de la iglesia carece de él, por lo que la cubierta carga sobre un alero de elegantes canecillos.

#### Sacristía
Esta dependencia eclesiástica de 4,48 m de ancho por 6,30 m de largo, es
un añadido posterior del edificio. Una puerta adintelada relaciona esta pieza con la capilla mayor por el lado de la Epístola. Su escueta arquitectura se remata con bóveda de cañón.

#### Antecoro
Constituye una pieza independiente del coro, edificada a la cabecera del mismo. La planta cuadrada de 8 m de lado y la techumbre mudéjar a 10 m de altura, repiten, la cuadralidad de la arquitectura hispano-musulmana. La forma cuadrada era símbolo de salvación entre los primitivos cristianos. Esta capilla de profundis, panteón de las clarisas, conserva en su interior dos retablos de azulejería sevillana. Dicho oratorio se comunica por el testero oriental con el coro y por el septentrional al coro de las Madres. La puerta adintelada posee pinturas.

#### Coro

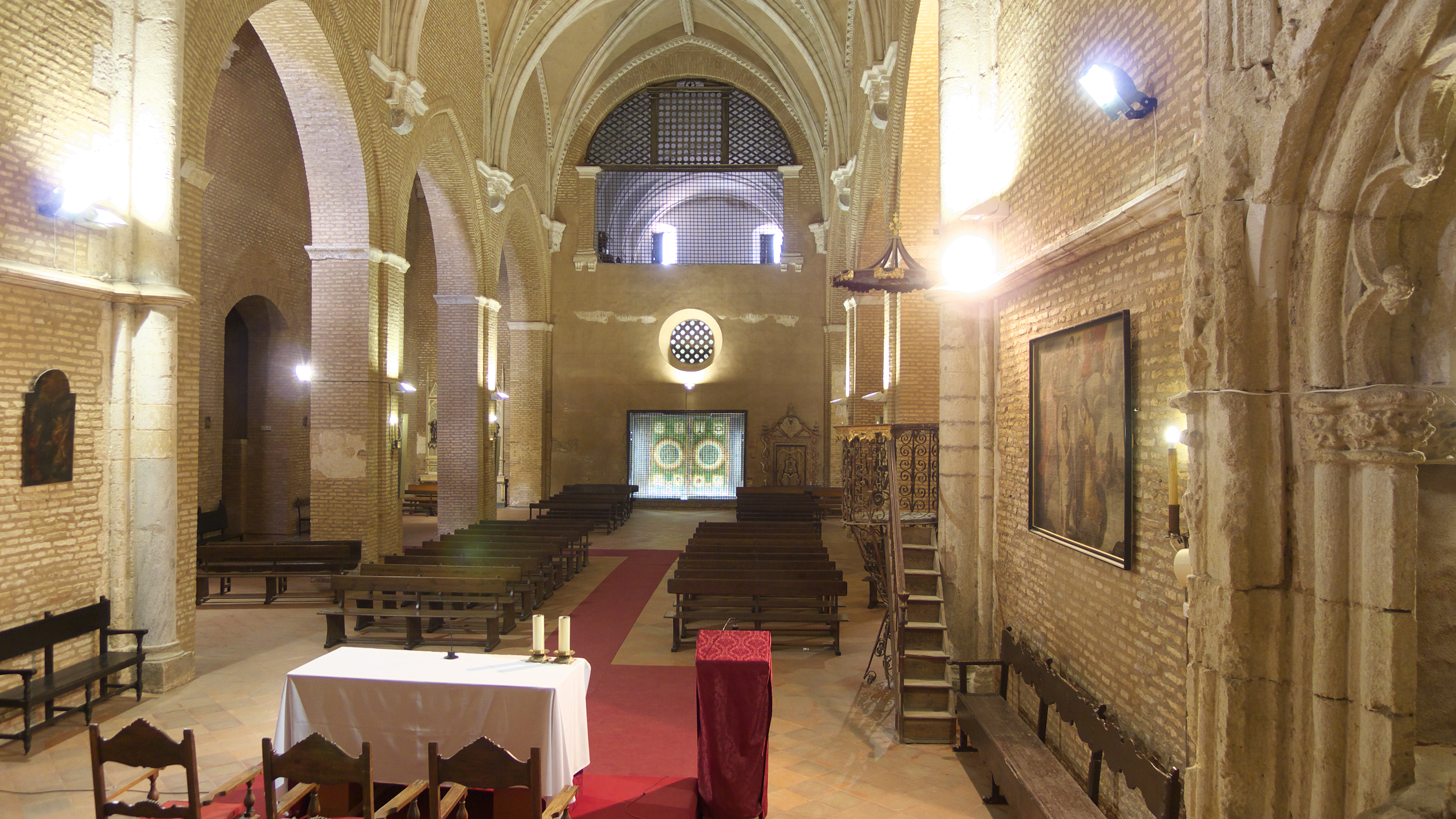
Vista del Coro bajo y Alto desde la iglesia

El doble coro está edificado al pie de la iglesia. Esta dependencia es la más elevada de todo el Monasterio. Al exterior presenta una cubierta a dos aguas de tejas árabes.
El coro bajo tiene una altura de 7,32 m, por 8 m de ancho y 16,90 metros de largo. A los pies presenta una vano rectangular de 2,90 por 6,60 metros, provisto de doble reja, de la que tan solo se conserva la interior. Gracias a ellas las monjas podían acudir a los oficios divinos. Las puertas que cierran la verja contienen valiosas pinturas. Se cubre con bóveda de cañón, que sirve de piso de la planta superior. Lo más valioso del coro bajo es su sillería nazarí. Sobre la puerta que comunica con el antecoro existe la pintura mural de un Calvario rodeado por ángeles.
A la derecha de la reja, hay una puertecita para comulgar, y sobre este un mural de Santa Úrsula. Sobre el pavimento de ladrillo del amplio coro se encuentran tres losas sepulcrales. La central corresponde al enterramiento de Pedro Portocarrero, X Señor de Moguer fallecido en 1557; la lápida de la izquierda es de Juana de Cárdenas, abuela del antes citado, y la situada a la derecha pertenece a Andrés de Valas Calvo, muerto en 1659. 

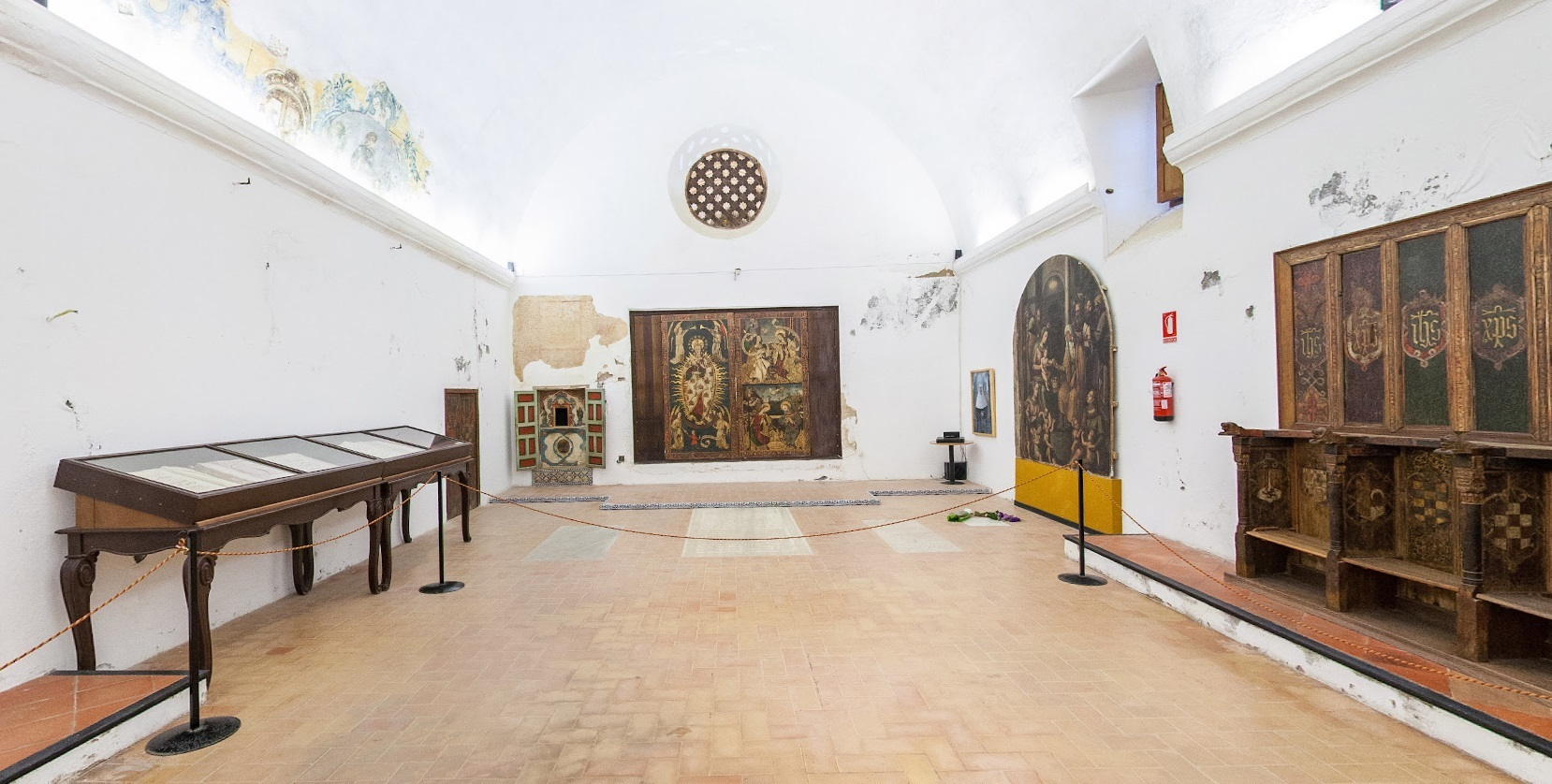
Vista del coro bajo

El coro bajo posee solo dos ventanales al exterior, situados muy en alto en el muro del lado de la Epístola. Frente por frente, en la pared opuesta, hay una pequeña puerta con restos pictóricos semejantes a los de la sillería, que comunica esta dependencia eclesiástica con el hueco de la gran escalera del claustro de las Madres. En esta especie de vestíbulo está la puerta que desde el monasterio da acceso a la iglesia a través de la capilla situada a los pies de la nave lateral derecha.
Al coro alto se sube por la escalinata principal del claustro grande o de las Madres. Este recinto superior repite las mismas dimensiones que el inferior. Arquitectónicamente, presenta cinco pares de arcos fajones y sobre ellos bóveda de cañón con cuatro lunetas por lado. Cada luneto posee un ventanal cegado. Tan solo dos ventanas en el muro occidental de la estancia iluminan el interior. Frente a éstos despliega el coro alto su inmensa reja rectangular (ancho, 5,95 m.; alto, 1,73 m.) y sobre ella una celosía semicircular de 6,81 metros de diámetro. 
Un amplio pedestal, decorado con azulejos similares a los del antecoro, recorre los tres paramentos restantes del salón. La pared lateral del lado del Evangelio muestra un hueco en forma de cruz. En el muro frontal hay una puerta que conduce a la bóveda del coro y a su lado otra. El pavimento del coro es de ladrillos a espinapez.

## Obra artística

### Retablo Mayor
Este retablo (alto, 11,90 m.; ancho, 7,95 m.) fue realizado por Jerónimo Velázquez entre 1635 y 1640. En la estructura arquitectónica se reflejan las directrices de su maestro, Juan Martínez Montañés. De ahí la semejanza existente entre la traza del retablo de Santa Clara de Moguer y el de Santa Clara de Sevilla.
Su estructura de clara evolución renacentista está dispuesta en tres planos y en ordenación de calles horizontales y verticales con pinturas y esculturas. El banco presenta en el centro el
Sagrario y a ambos lados tres cuadros. En el lado del Evangelio, el primero representa a San Francisco en la zarza; el segundo, a San Jerónimo haciendo penitencia en la gruta, y el tercero, a Santa Ana, la Virgen y el Niño con Santiago y San Juan. En el lado de la Epístola, el cuarto lienzo nos muestra a la Sagrada Familia con el Niño Jesús itinerante y el sexto ha desaparecido.
El primer cuerpo tiene una caja central, que en principio ocupó la imagen de Santa Clara, luego una Virgen moderna y, por último, el Niño de las lágrimas y los cuatro lienzos, donados por distintas familias de Moguer, que sustituyeron a los destrozados en 1936. En el primer cuadro, colocado a la derecha, está la Virgen entregando el Niño a un santo y, en el segundo, San Jerónimo, mirando a un ángel trompetero, con un león y el capelo rojo en el suelo. Los otros dos de la izquierda muestran un ángel y la comunión de la Virgen de manos de San Juan Evangelista.

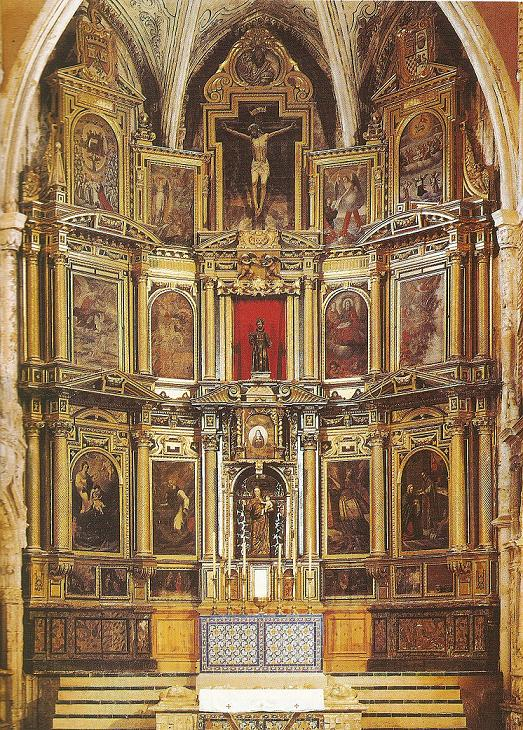
Retablo de la iglesia

Las pinturas, acopladas a la obra del retablo, van alternando en los enmarques arquitectónicos del mismo. Las extremas están situadas dentro de los compartimentos del primer cuerpo de las calles laterales, formados por dos columnas corintias acanaladas, que apean sobre ménsulas y soportan un frontón triangular sobre dados de entablamento. Las intermedias al cuerpo central tienen un enmarque sencillo, como corresponde a su situación de intercolumnio. El segundo cuerpo presenta análoga ordenación. En él los lienzos apocalípticos, también de proporciones distintas pero simétricas, alternan las formas rectangulares con las cintradas. El del extremo derecho reproduce el triple grito de amenaza del águila. Y el contiguo los cuatro jinetes. La temática del lienzo del extremo izquierdo es la preparación de las plagas y la del siguiente el Juicio Final. En el centro de este segundo cuerpo aparecía la Asunción de la Virgen, hoy perdida. En su lugar se expone, actualmente, una imagen de la Inmaculada. Entre esta imagen de la Purísima y la del Niño Jesús está el lugar de exposición, cubierto mediante una cortinilla pintada con el busto de Santa Clara. El tercer cuerpo, de idéntica disposición, muestra otros cuatro pasajes apocalípticos, que de derecha a izquierda son los siguientes: el primero alude a la revelación consoladora acerca de lo que ha de acontecer; el segundo reproduce a la mujer celestial y al dragón; el tercero presenta un ángel sobre dos columnas de fuego con el libro en la mano. Y en el cuarto, el cordero protege a los suyos y un ángel anuncia
el juicio. En el centro de este último cuerpo se conserva un crucificado gótico, del círculo de Pedro Millán, cuyo perizoma ha sido retocado. Las imágenes de la Virgen y San Juan que completaban el calvario fueron destruidas en 1936. El calvario gótico era propiedad del Monasterio y según reflejan las escrituras fue utilizado en la ornamentación del retablo.
Arquitectónicamente, el retablo tiene tres calles y dos entrecalles. La central es la única destinada a esculturas y culmina en un copete central, de cierto barroquismo, con un relieve del Padre Eterno de medio cuerpo. Las calles laterales se rematan con sendos escudos heráldicos de los patronos del monasterio. Entre los elementos usados en la ejecución de esta pieza artística de fuerte influencia montañesina destacan las columnas corintias entorchadas. El hecho de que este retablo tenga en sus extremos dos columnas nos recuerda al de San Miguel de Jerez de la Frontera, ejecutado por Montañés. Los frontones y entablamentos presentan varios tipos. Triangulares en los extremos del primer cuerpo. Curvos en el segundo y partidos en el ático, excepto en la calle central, donde son partidos en los dos primeros cuerpos y en el ático se sustituye por un copete. Todo el conjunto muestra un equilibrio y limpieza de composición que denota la maestría del autor. Su decoración muy austera está constituida por volutas, guirnaldas, dentellones, caro telas, canes, modillones, etc., todo ello combinado como corresponde a la sobriedad del estilo arquitectónico en que se basa la construcción.
Este retablo, clásico en su estilo, no deja de ser un magnífico ejemplar del manierismo sevillano, pues al igual que Martínez Montañés, Jerónimo Velázquez parte arquitectónicamente de Palladio, Serlio, Vignola, etc. Por ello, la perfecta adaptación de cada una de las partes entre sí y con el conjunto logra tal armonía, que acentúa la calidad artística del retablo.

### Esculturas

#### Sepulcros

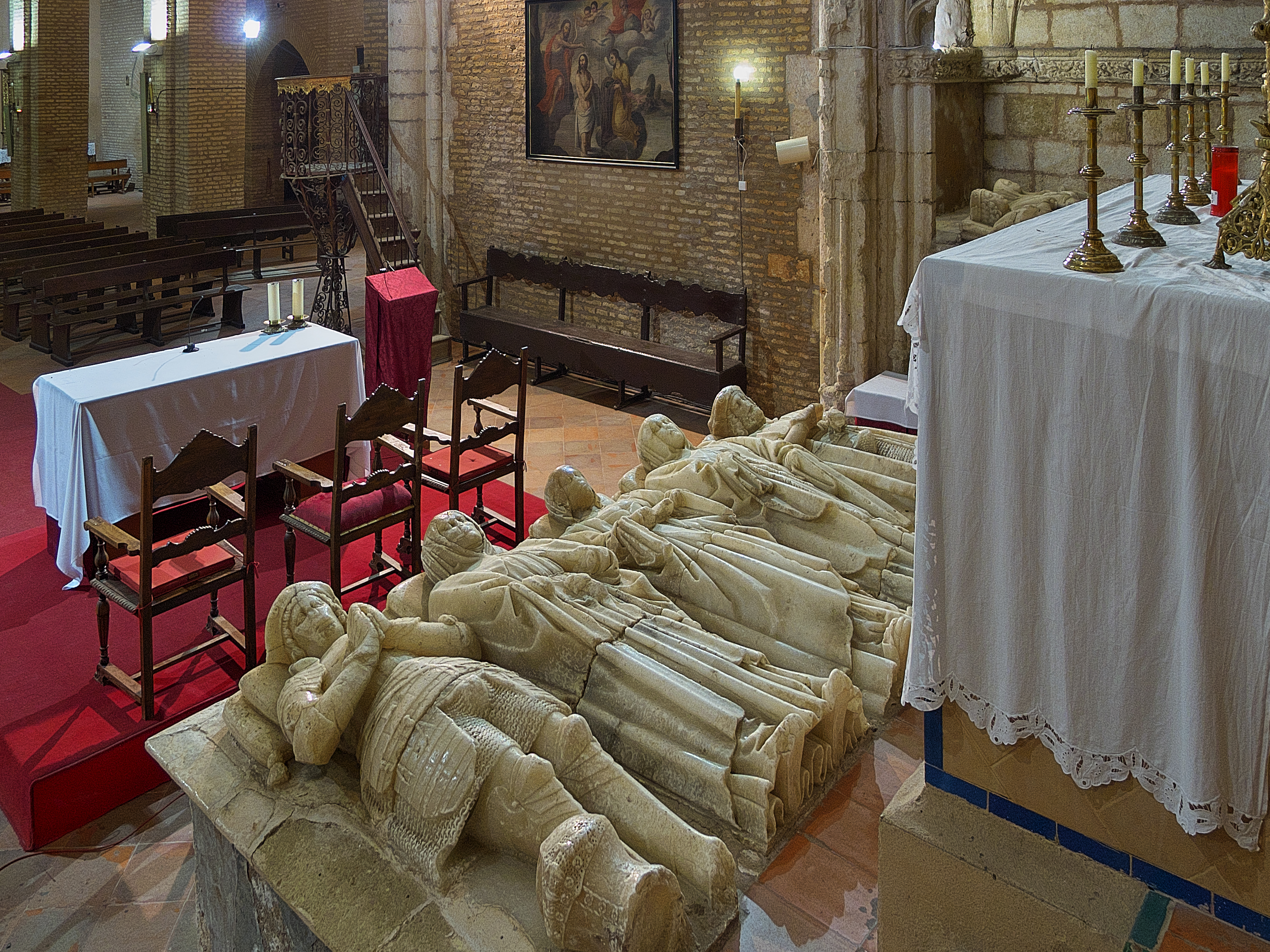
Túmulo sepulcro de los primeros Señores (I y III Señor)

El templo de Santa Clara se convirtió en el panteón familiar de los Portocarrero, patronos del Monasterio y Señores de Moguer. Tal vez el deseo de tener una iglesia-panteón, como correspondía a su rango, fuera una de las causas de la fundación del Monasterio. En el recinto se erigieron valiosas sepulturas, que confieren a su interior un fuerte sabor castellano, ya que estos túmulos y sepulcros son poco frecuentes en Andalucía Occidental.

##### Túmulo central
Frontero al altar mayor, entre dos escaleras laterales, aparece un espléndido lecho sepulcral con cinco estatuas yacentes de cuidada ejecución. Su decoración escultórica comprende dos caballeros, situados en los extremos y tres damas en el centro. Son obras de artistas italianos, realizadas en fino alabastro y con cierto estilo arcaizainte. Pertenece a la primera mitad del siglo XVI.
Las cinco esculturas reposan sobre un podio, de 1 metro de alto, 2,33 metros de ancho y 3,35 de largo, en cuyo frontal perdura la primitiva decoración musivaria, compuesta por dos recuadros de idéntica temática floral, que aún conservan restos de su rica policromía. En cada extremo del pedestal hay un escudo partido, de los Portocarrero y Enríquez.
En la inscripción gótica de la orla que rodea el mausoleo, aparece el nombre de los personajes representados. Son el I Señor de Moguer, Alonso Jofre Tenorio; su esposa Elvira Álvarez; su hija Marina Tenorio; Beatriz Enríquez; y el III Señor de Moguer, Alonso Fernández Portocarrero.
A ambos lados del mausoleo central se abren en el muro dos amplios arcos embutidos.

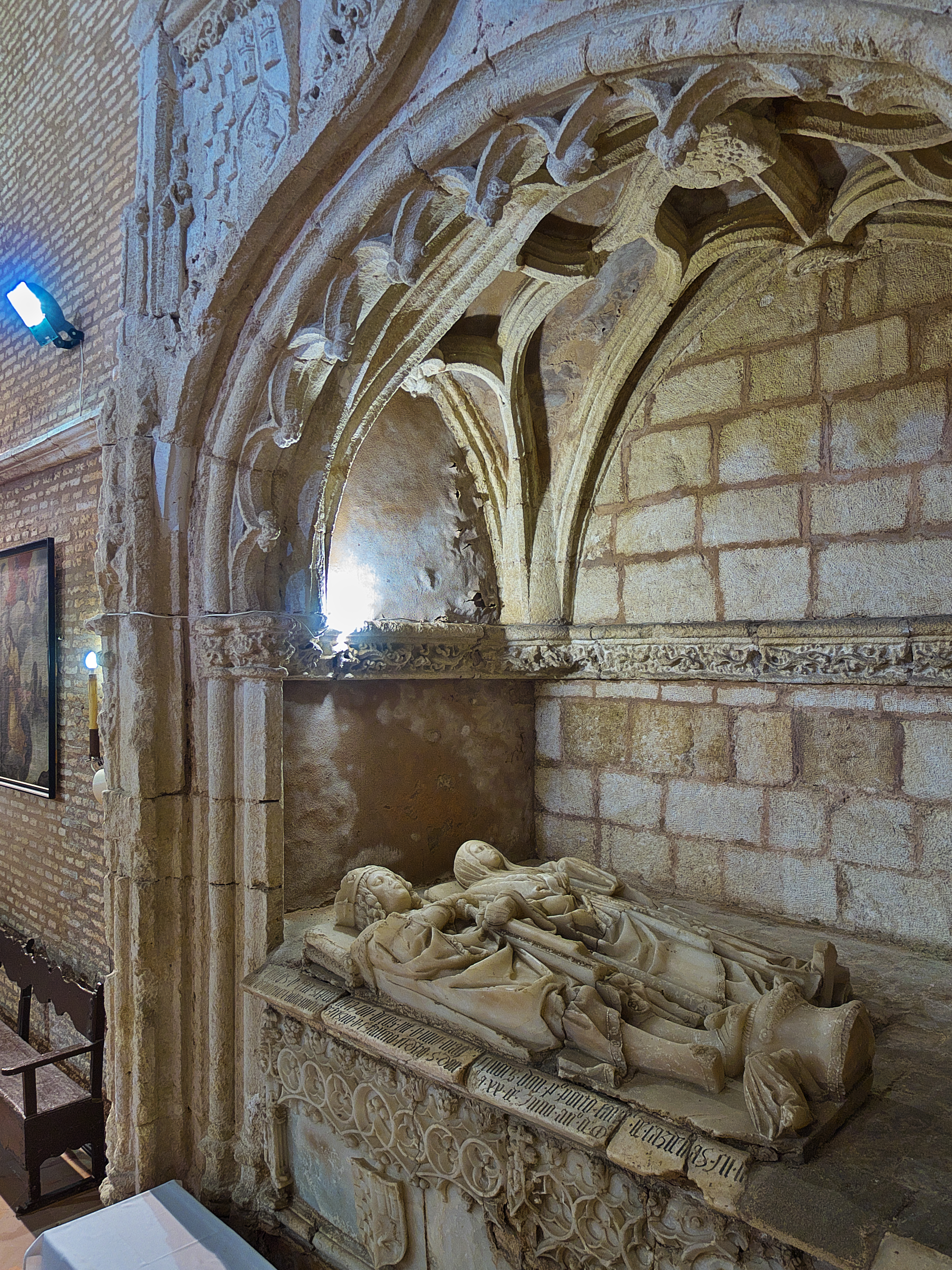
Sepulcro de Pedro Portocarrero (VIII Señor) y su esposa Juana de Cárdenas

##### Sepulcro de Pedro Portocarrero (VIII Señor de Moguer)
El del lado del Evangelio (alto, 6,36 m.; ancho, 3,90 m.), de estilo gótico tardío con arco conopial y molduras polilobuladas con decoración de granadas, da acceso a una hornacina, cuya bóveda de nervadura gótica arranca de ménsulas angulares decoradas con cardinas al igual que la imposta que recorre en su medianía los tres paramentos del interior y que cobija otro lecho sepulcral de 1,50 metros de alto; 2 m de ancho; y 2,81 m de largo; con dos figuras yacentes. Por la inscripción de caracteres góticos que tiene la sepultura, sabemos que se trata de Pedro Portocarrero y de su mujer Juana de Cárdenas.
Fue construido, entre 1519 y 1525, cumpliendo lo reflejado en su testamento. Ambas esculturas, vestidas al gusto del siglo XVI, están labradas en alabastro con toda perfección. Armoniosa y dura es la imagen del difunto, propia de un curtido guerrero, que reposa haciendo descansar su cabeza sobre dos ricas almohadas, al igual que sus abuelos, y mostrando sobre su cuerpo la espada y a los pies el yelmo y restos de la imagen de su fiel paje. Contrasta con él, su mujer, Juana de Cárdenas, por la dulzura de su semblante. En su realización se someten todas las líneas a la horizontal, acentuando por ello el reposo y el estatismo.
El frontal del sarcófago se decora con delicada tracería gótica tardía, donde destaca una grequería de círculos tangentes, en cuyo interior hay otra labor trilobular. Aquí podemos encontrar un profundo simbolismo religioso. La ornamentación se completa con flores, frutas y arcos conopiales.
La heráldica del sepulcro está formada por cuatro escudos de piedra y alabastro. Dos de ellos, situados a la derecha, son de los Portocarrero y Enríquez. Los de la izquierda, son los emblemas del linaje de Juana de Cárdenas y de Luna.

##### Sepulcro de Juan Portocarrero (IX Señor de Moguer)
Este enterramiento se sitúa en el lado de la Epístola (derecha del altar) y tiene 8,28 metros de alto y 4 de ancho. Posee un elegante arco de medio punto con ornamentación plateresca y cierta influencia del estilo granadino. Fue realizado con posterioridad a 1549 por Gian Giacomo della Porta y Giovanni Maria da Pasallo.

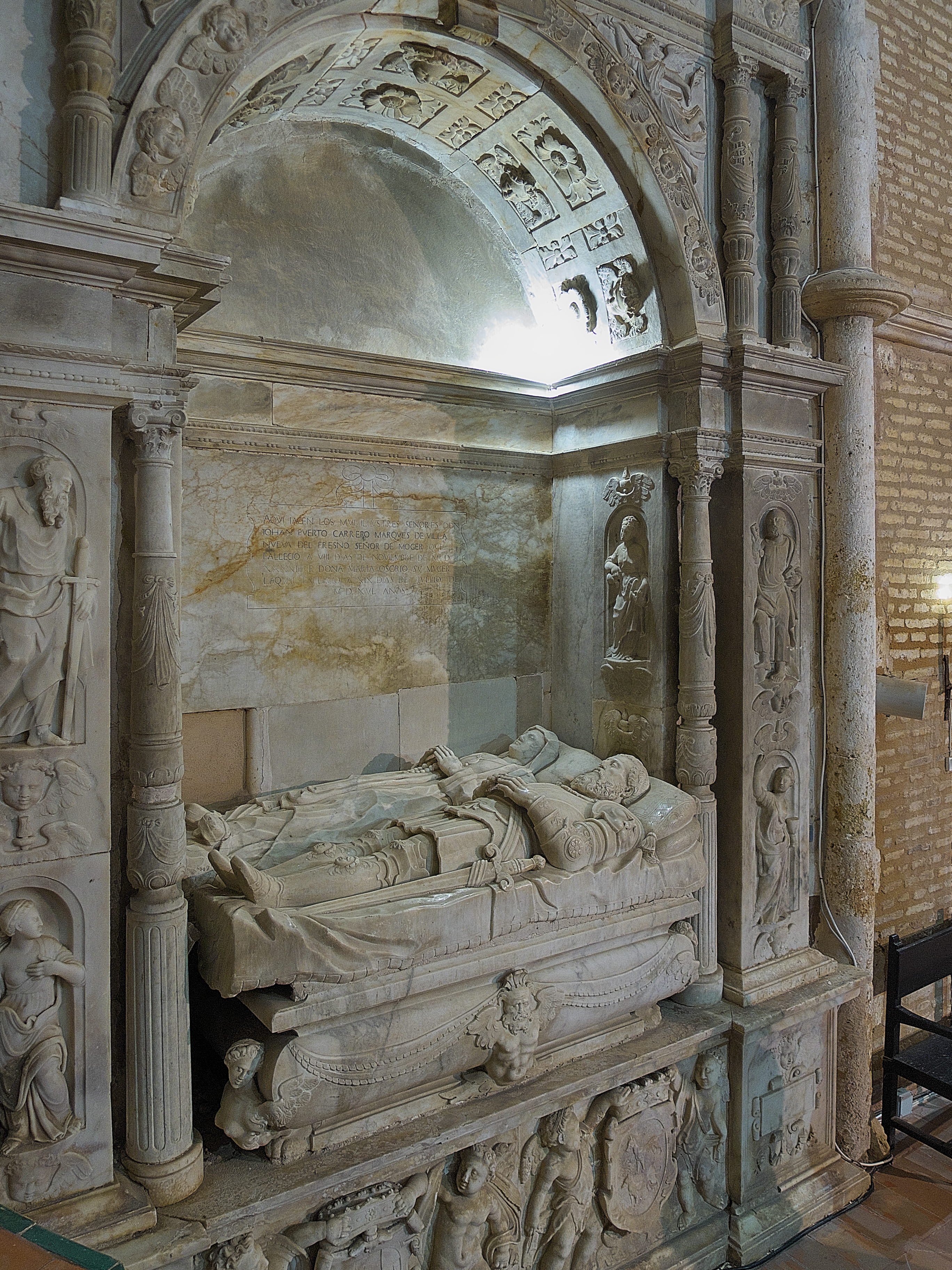
Sepulcro de Juan Portocarrero (IX Señor) y su esposa María Osorio

Todo el conjunto ornamental y escultórico es de mármol blanco y representa a Juan Portocarrero y a su mujer, María Osorio. El sepulcro, de sobria composición arquitectónica, se yergue sobre alto pedestal de cuatro piezas marmóreas. Las extremas están decoradas con sendas cartelas rectangulares recortadas con apéndices laterales enrollados, que confieren al relieve un cierto sabor metálico, y sobre él asoma la cabeza alada de un angelote. Las dos piezas centrales presentan, sostenidos por unos soportes tenantes (putis), dos escudos timbrados con corona de marqués. Uno, reproduce el campo ajedrezado o de escaques de los Portocarrero y el otro, dos lobos pasantes propios del linaje de los Osorio. Los putis aparecen en actitudes contrapuestas y equilibradas.
Este arco triunfal -en cuya clave hay una cartela con la inscripción: “SOLI DEO”- está compuesto por un vano de medio punto festonado por cabezas de querubines, sobre columnillas abalaustradas y flanqueado por pilastras con hornacinas superpuestas en las que se tallan figuras, cuya perfecta anatomía percibimos a través de sus vestidos. Las superiores son San Pablo a la derecha y San Pedro a la izquierda. Las inferiores reproducen a la Esperanza y a la Fe, respectivamente. En el interior del carnero aparecen la Prudencia y la Caridad a los pies y a la cabecera del sepulcro. Bajo estas imágenes se encuentran otras dos que representan a la Justicia y a la Fortaleza.
Conforme a los cánones del estilo, el intradós está decorado con casetones y en las enjutas del gran arco surgen dos etéreos y gráciles ángeles trompeteros, cuyos plegados vestidos revoletean al aire. Estos ángeles o victorias aluden a la vida del alma. Tanto las columnas fronteras como las pareadas, que se colocan sobre los descritos pilastrones, son abalaustradas, de típica decoración plateresca y capitel compuesto, y sustentan el entablamento coronado por tres flameros a cada lado. En el centro del entablamento se levanta el ático, de frontón triangular, sostenido por pilastras, y a ambos lados salta un angelote. En el interior de este último cuerpo se abre un vano circular con sendas cabezas de relieve a cada uno de los lados superiores. Todo el conjunto lo rematan dos ángeles sobre las vertientes del frontón, y otro se levanta erguido, en el vértice del mismo, con una canastilla de frutas sobre la cabeza. 
El núcleo central de este monumento funerario lo compone, sobre tallado sarcófago con ornamentación esculpida de mascarones y esfinges, un par de figuras yacentes hábilmente realizadas en mármol. En ellas destacan el tratamiento del cabello y barbas rizadas, las manos piadosamente unidas, la laxitud de los cuerpos y la perfección general de la traza. El varón se cubre de rica armadura, en cuyos hombros se labran sendos leones para simbolizar el poder y la nobleza del difunto. La dama está envuelta en finos cendales y sostiene entre sus manos un rosario de gruesas cuentas.

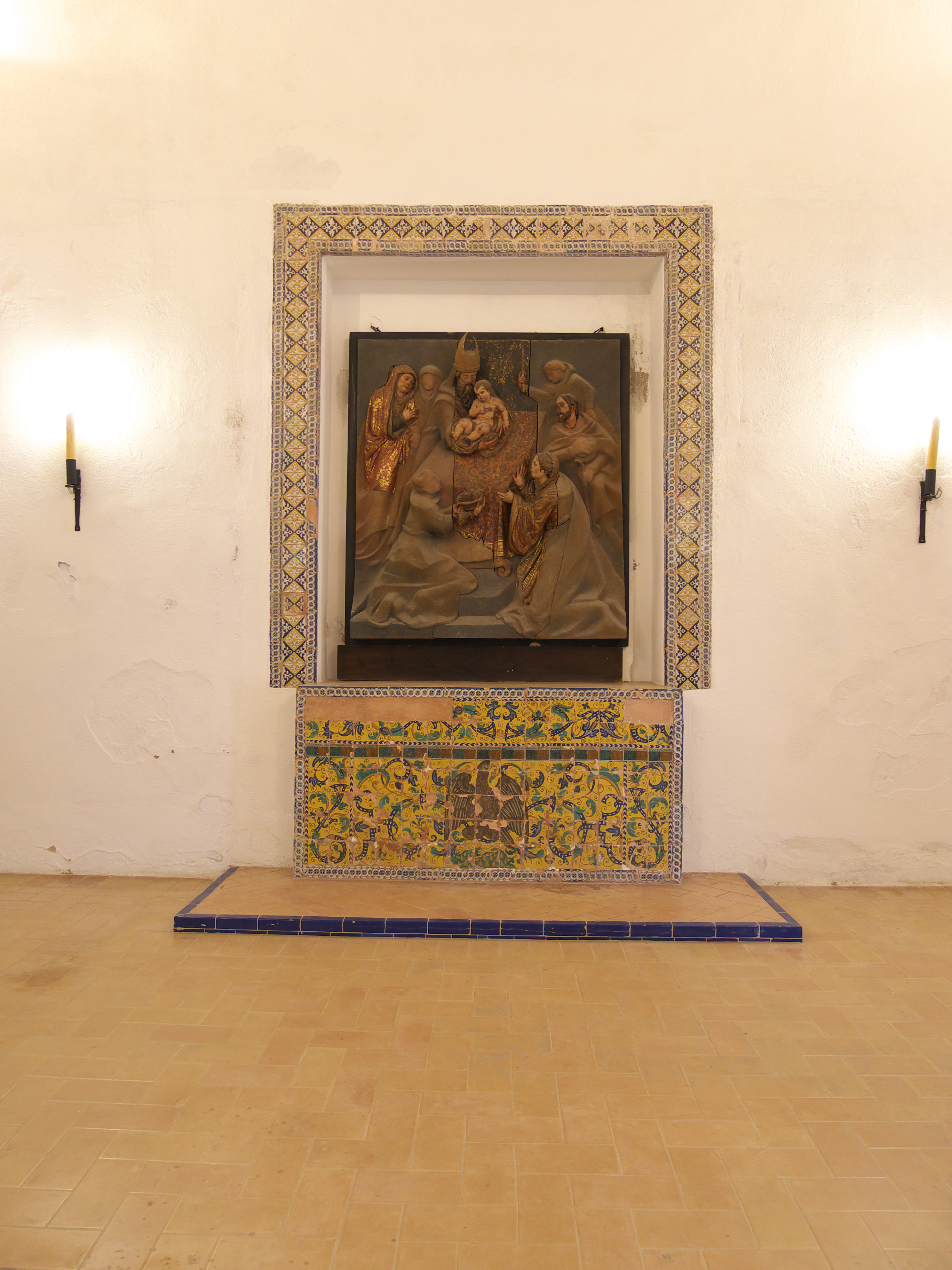
Relieve de Juan Martínez Montañés

#### Retablo de la Circuncisión del Señor
El relieve de la Circuncisión del Señor (otro autores señalan que representa la Presentación en el Templo) destaca entre las obras escultóricas del convento de Santa Clara. Obra de Juan Martínez Montañés, fue contratado en 1606 procede del desaparecido convento de San Francisco de Huelva. En este templo estuvo situado en la capilla mayor, que era el lugar del enterramiento de sus patronos, la familia Garrocho. Tras la Guerra Civil fue trasladado a Santa Clara. Del conjunto original se conserva parte de la imagen del Sumo Sacerdote, la del Divino Infante, la de la Virgen, la ofrenda de las palomas para el templo, una figura femenina secundaria, y la cabeza de San José. El resto de la pieza es fruto de una restauración de Francisco Arquillo en 1986, que solo reconstruyó los volúmenes, sin definir los rasgos de las tallas.
El modelado de la imagen del Niño remite a otros modelos de Martínez Montañés, como los relieves de la Adoración de los Pastores y la Epifanía del retablo mayor de San Isidoro del Campo o el Infante que sostiene la Virgen de la Cinta de la Catedral de Huelva.

#### Cristo de la Humildad y Paciencia
Magnífica imagen gótica, datada en el siglo XV y presumiblemente originaria de Inglaterra, al presentar similitudes estilísticas con obras de la escuela de Nottingham. Representa a Jesucristo sentado ante la Cruz, meditando, con la cabeza apoyada sobre el brazo derecho. Labrada en alabastro, conserva algunos restos de la policromía original. Procede de la ermita de la Virgen de Montemayor Coronada, Patrona de Moguer.

#### Virgen del Amor Hermoso
Escultura de la Virgen María con Jesús Niño en su brazo izquierdo, mientras extiende el brazo derecho. Se trata de una imagen de talla completa del siglo XVI, de factura algo tosca y tamaño ligeramente menor al natural.

#### San Pablo
Una imagen decapitada de San Pablo, de 55,5 cm de altura, fue esculpida en un solo bloque de alabastro en el siglo XVI. Viste túnica y amplio manto, y tiene mutilada la cabeza y las manos. Está datada en el siglo XVI.

#### Imágenes de Candelero
El grupo escultórico se componía de cinco tallas en madera. Tan solo quedan dos tallas, como dolorosas, repartidas por otros templos de la ciudad. Una de ellas fue transformada por León Ortega en Ntra. Sra. de la Encarnación de la Hermandad del Santo Entierro. La otra, también la trasformó el mismo artista en la Virgen de la Soledad, para la Hermandad de la Veracruz. De una tercera tan solo se conserva en el Monasterio su rostro.

#### Niño de las Lágrimas

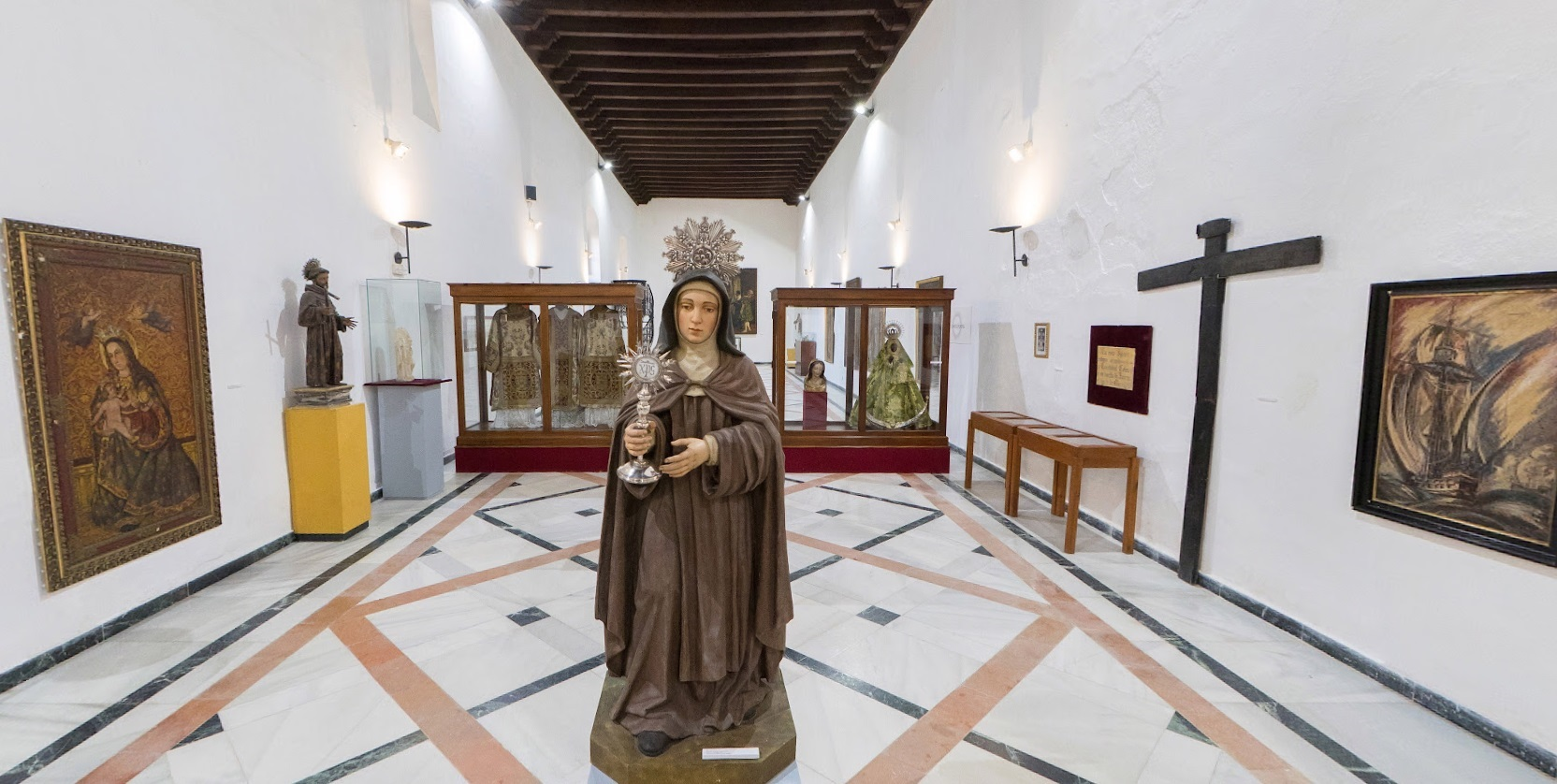
Dormitorio bajo

La efigie, situada en el retablo mayor, está tallada en madera y mide 64 cm de altura. Es adjudicable a la escuela sevillana del siglo XVIII. Escultura vestida, a pesar de su perfección anatómica, que aparece itinerante. La pierna derecha avanza mientras la izquierda queda rezagada en delicado contraposto. Los brazos, dirigidos hacia adelante, juegan con varios planos a la vez, sin cortar la silueta del cuerpo cuando se mira de frente, dejando un plano anterior exento en el que se manifiestan las excelencias del contorno. En la mano izquierda porta una larga cruz de plata dorada al igual que las potencias -en forma de rayos de sol- que adornan su cabeza.

#### Inmaculada Concepción
La talla actual, situada en el retablo mayor, aparece estofada y policromada. Su altura total es de 85 cm, de los cuales 59 cm corresponden a la escultura y 26 cm al pedestal. La Virgen de doce años de edad, vestida con túnica blanca y resplandeciente, bordada con flores de oro, y con un manto azul ancho y brillante. Es de la segunda mitad del siglo XVIII. Se atribuye al círculo de Pedro Duque Cornejo.

#### Virgen del Subterráneo
La talla, de 90 cm de altura, está envuelta en verde túnica ajustada al talle, con florecillas estampadas multicolor. El manto azul cae desde la cabeza hasta los hombros. Se trata de una imagen de candelero del siglo XVIII y sustituyó a otra del siglo XV. Su culto guarda relación con la compra de Barcarrota, de donde es patrona, por los señores de Moguer en 1539.

#### Otras obras
Santa Clara de Moguer atesora una enorme riqueza escultórica, dentro de la cual hay que contar, además de las ya detalladas, otras muchas imágenes religiosas renacentistas, modernas y contemporáneas. Destacan las de Cristo atado a la Columna y la Virgen Dolorosa (renacentistas), las de San Roque y el relieve de la Misa de San Gregorio (barrocas), o la de Santa Clara, titular del templo (Francisco Zamudio, siglo XX). El conjunto se completa con ángeles y querubines, o efigies de santos y de Cristo barrocos.

### Pinturas

#### Puertas del Coro
Clausura el enrejado del Coro bajo una puerta de dos hojas. Cada una de las hojas, de 3,26 m de ancho y 2,84 m de alto, está compuesta de dos piezas unidas mediante ensamblaje de argollas de hierro. Las puertas conservan delicadas pinturas por ambas caras, inspiradas en la espiritualidad franciscana (misterios de la infancia y de la pasión y muerte). La obra se data entre 1470 y 1490.
Las que cierran al templo se decoran con emblemas franciscanos alusivos a la pasión de Cristo. En el centro de la hoja, situada al lado del Evangelio, aparece un tondo en forma de ostensorio cuyos rayos son alternativamente agudos y flameantes. En su interior se coloca el monograma “JHS”. El viril posee la siguiente inscripción latina: “IHESU DULCIS MEMORIA DANS UERA CORDIS GAUDIA: SET SUPER MEL ET OMIA DULCIS EIUS PRESENCIA”.
En cada ángulo de la puerta hay un escudo rodeado por el cordón franciscano. El superior derecho presenta una cruz plana sobre el calvario; el izquierdo, una corona de espinas; su correspondiente inferior, los tres clavos de la crucifixión, y el contiguo, una de las escaleras del descendimiento y sobre ella el sudario. Entre los dos inferiores campea el escudo de armas de los Enríquez. La otra hoja de la puerta coral, de idéntica composición pictórica, va enmarcada por una cenefa de decoración vegetal y ostenta otros cuatro escudos en sus vértices. De los dos superiores, el derecho muestra una lanza y una caña con esponja cruzadas y entre ellas tres dados; el izquierdo, un gallo sobre una columna y un cordón. De los inferiores, el situado a la derecha exhibe un martillo y unas tenazas, y el inmediato, una soga entre dos najelos. Entre estos dos últimos luce el emblema de los Portocarrero. En el centro de la hoja resplandece otro sol en cuyo interior surge la insignia de “XPS”. En torno al Crismón se lee: «CHRISTE, LUX UERA, BONITAS ET VITA, GAUDIUM MUNDI, PIETAS INMENSA, QUI NOS A MORTE [vívido] SALUASTI SANGUINE TUO».

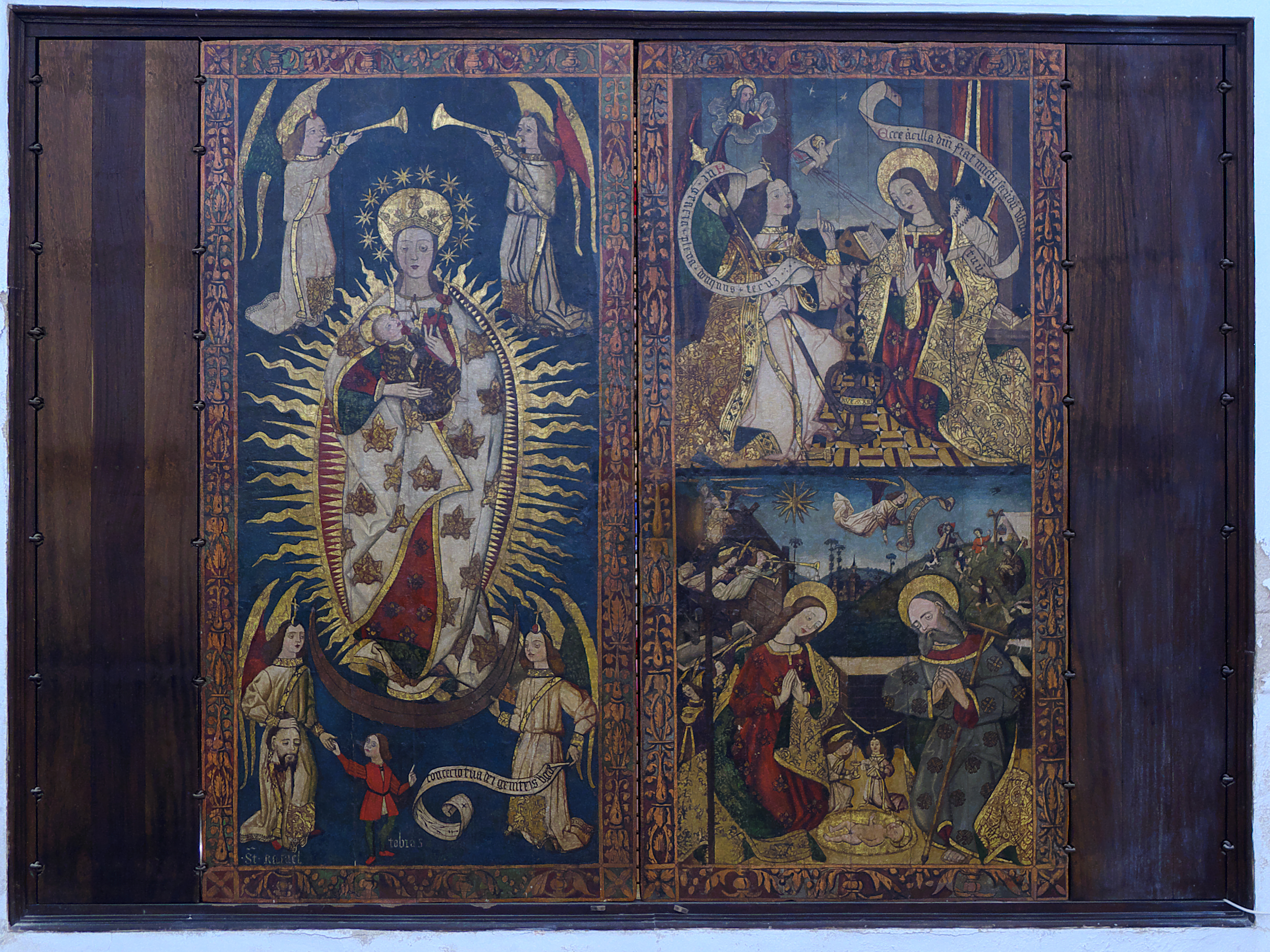
Puertas del Coro

Las pinturas que dan al Coro bajo, presentan en el lado izquierdo, sobre fondo azul oscuro, una apoteosis celestial de la Virgen. En la escena intervienen cuatro ángeles. Los dos superiores son trompeteros y proclaman los dones y prerrogativas de la madre de Dios. En los inferiores aparece San Rafael portando en su diestra una alegórica cabeza, y conduce con la otra al niño Tobías. El ángel de la derecha es San Gabriel con la inscripción: “CONCEPTIO TUA DEI GENITRIX VGO”. La imagen central es la personificación de la Virgen apocalíptica. Aparece coronada de estrellas, con la luna a los pies y sosteniendo en su regazo al Hijo. La Virgen, de tamaño inferior al natural, viste túnica roja y ancho manto de color blanco-marfil. Ambas prendas están estampadas con florones dorados. Rodea la figura una ráfaga similar al Cristo. Su cabeza coronada se rodea de doce estrellas. María se manifiesta en majestad, como Reina de todo lo creado, luciendo en la mano izquierda una rosa, símbolo de su maternidad divina.
La otra hoja de la puerta, se divide en dos registros. El superior tiene pintada una Anunciación y el
inferior, una Natividad. En la salutación, la Virgen es sorprendida en su meditación. Las elegantes y delicadas manos expresan con admirable candor su especial estado de ánimo. La Doncella se engalana con traje carmesí de espaciada decoración floral y con ampuloso manto de rico brocado recogido por sus brazos en pliegues convencionales. A su diestra, con la rodilla derecha en tierra y el palo de mensajero en su diestra, aparece San Gabriel, con vaporosa alba y dorada capa pluvial, transmítiendo el mensaje a la futura Madre del Altísimo. En torno a una y otra figura revoletean dos cintas desplegadas con frases relativas a la Anunciación. La del arcángel reza así: «AVE GRATIA PLENA DOMINUS TECUM.; y la de la Virgen dice: .ECCE ANCILLA DOMINI FIAT MIHI SECUNDUM VERBUM TUUM. En el registro inferior, la escena del Nacimiento del Mesías sitúa en primer plano a la Sagrada Familia. San José, pintado con rasgos de anciano para aclarar que no engendró a Jesús, se cubre con túnica semejante a la de su Esposa y, como MarÍa, se arrodilla piadosamente junto al niño. María, con la mirada baja y las manos unidas, adopta una actitud de recogimiento.

#### Murales

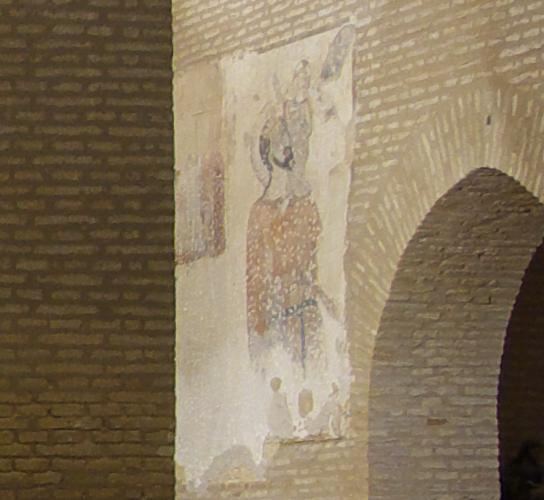
Pintura mural de San Cristóbal

Existen en la iglesia del Monasterio, diversos murales pintados en la paredes que han aparecido en la última restauración realizada en 1992, con motivo del V Centenario del Descubrimiento de América. Su autores y fechas son desconocidos.
En la pared de la nave de la Epístola, aparece pintado un San Cristóbal de 2,5 metros de altura del último cuarto del siglo XV. En el intradós del primer arco de la nave lateral izquierda, existe una Santísima Trinidad, de 1,65 m por 1 metro de ancho. En el último pilar de la arquería lateral derecha, hay una pintura, Mural con alegoría de la muerte de 2 metros de alto por 1 m de ancho. En el Coro Bajo, encima del comulgatorio, puede verse una Santa Úrsula de 1,19 m de ancho por 1,77 m de ancho. En el muro occidental del dormitorio bajo existe una pintura del Padre Eterno del año 1589. Sobre la puerta que comunica el coro y antecoro, hay pintado un Calvario, de 2,82 m de alto por 2 m de ancho, del pintor Lucas Váldes fechado en el siglo XVIII. Por último en la galería oriental del claustro de las Madres hay un esbozo de San Cristóbal, de 1,75 metros de alto por 0,75 metros de ancho.

#### La Anunciación
La pintura que representa la Anunciación del Ángel a la Virgen María, obra procedente de la parroquia de Nuestra Señora de la Granada de Moguer, es una interesante composición tardogótica fechada a fines del siglo XV o inicios del XVI. La escena, de marcado acento espiritual, queda enmarcada por un par de columnillas y entablamento tallados en madera, de estilo gótico.

#### La Sagrada Estirpe
El cuadro de la Sagrada Estirpe o Parentela de Jesucristo, de grandes proporciones, se cuenta entre los mejores ejemplos de la pintura renacentista de la provincia de Huelva. Originario del convento de San Francisco de Moguer, fue trasladado al de Santa Clara tras la guerra civil. Se trata de una obra ejecutada sobre tabla entre 1560 y 1570 por Pedro Villegas Marmolejo, en la que se representa a los familiares de Cristo: el Niño Jesús aparece en los brazos de su madre, la Virgen María, tras la cual aparecen San Joaquín y Santa Ana y, completando el cuadro, otras figuras de varones, mujeres y niños. En la parte superior, la representación del Espíritu Santo bajo la forma de la paloma recuerda la doble naturaleza del Señor: humana y divina.

#### Otras Pinturas
Son destacables dos tablas manieristas: el Descendimiento (1,5 x 0,9m), del segundo tercio del siglo XVI y atribuido al círculo de Juan de Campaña, y la Virgen franciscana (1,2 x 0,74m), una Virgen con el Niño en brazos de finales del mismo siglo. Ambos se presentan en retablos compuestos por restos de otros retablos anteriores.
En la sala de las Abadesas se encuentra el lienzo barroco de Santa Clara (1,02 x 0,8m), de finales del siglo XVII. La Dormición de la Virgen (1,3 x 2m), firmado por Arellano, está fechado a finales del XVIII, misma fecha a la que corresponde la Anunciación realizada por un seguidor de Valdés Leal. De 1816 es el óleo Jesús camino del Calvario (0,97 x 1,31), obra de José Reinoso basada en un grabado de Rubens.

### Artes Suntuarias

#### Sillería del coro

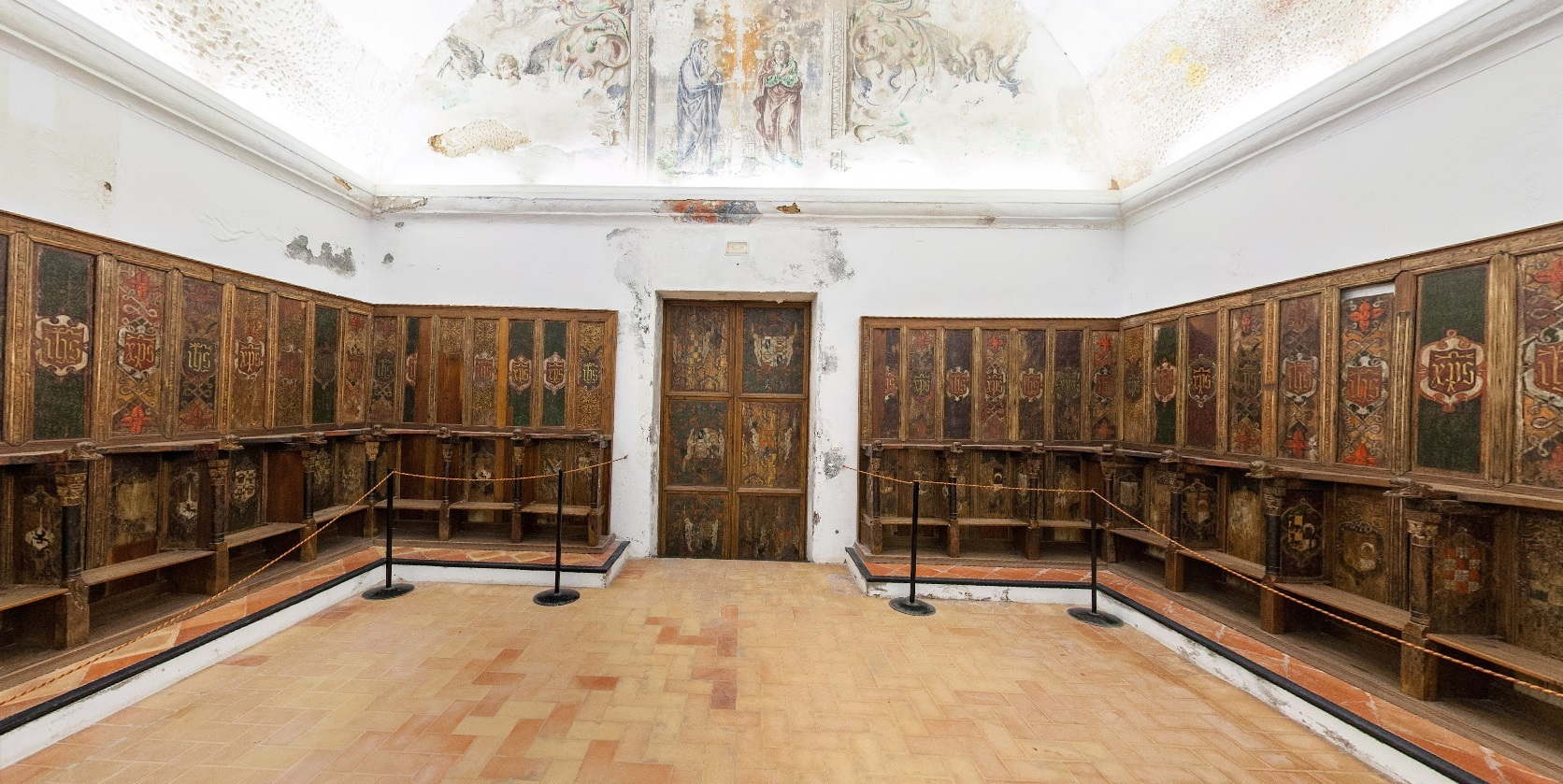
Sillería del Coro

La sillería del coro del Monasterio es de estilo nazarí y fue construida en el último cuarto del siglo XIV por artesanos y artistas del reino granadino, aunque los escudos de los espaldares fueron pintados en el último cuarto del XV.
La sillería de Santa Clara de Moguer presenta en su organización cierta semejanza con la de Gradefes. Su estructura se compone de largueros verticales y travesaños horizontales, unidos a caja y espiga, formando marcos que encuadran tableros engargolados. Difiere de los tres sitiales de Gradefes por sus altos respaldos de 2,50 m, característica gotizante, que confiere a la obra un cierto deseo de ascensión humana y de acentuada espiritualidad. La anchura de cada sillón, de 0,74 m, permite cierta holgura y comodidad. Los asientos móviles y giratorios carecen en su parte inferior del soporte, denominado paciencia o misericordia. De originales podríamos calificar los tableros semielípticos, que forman los brazos y espaldar, excepcionalmente fijados con clavos, mientras que en el resto del conjunto se usan clavijas cilíndricas de madera. Está compuesta por 29 sillares.
Lo ciertamente interesante de esta pieza artística es su decoración nazarí. La ornamentación tallada se localiza en los capiteles y columnillas, colocadas en el frente de los tableros que separan los asientos, y en los antecuerpos de leones tendidos, que rematan los brazos, Las estilizadas columnas, con labor de lacería en los fustes, ostentan capiteles compuestos, cuya parte inferior cilíndrica muestra delicada decoración vegetal, y la superior, en forma de tronco de pirámide invertida, guarda gran similitud con los capiteles granadinos de la Alhambra. De fuerte influencia islámica es la decoración cúfica de los ábacos, apareciendo en sus cartelas inscripciones como: “el imperio perenne”. Singulares y extraordinarias en su ejecución son las tallas de los leones, que destacan del total por su simbolismo oriental y por su enorme realismo. 
La decoración pictórica está constituida por escudos y dibujos geométricos en los altos y bajos espaldares. Dichos espaldares ostentan diversos blasones pertenecientes al linaje de las distintas clarisas que profesaron en el Monasterio. Estas armas son de conocidas familias de la nobleza: Portocarrero, Enríquez, Guzmán, Mendoza, etc. Todos los respaldares altos llevan escudos con los monogramas de “JHS” y “XPS” timbrados con corona de marqués, de la que pende el cordón franciscano rodeando al escudo. En los respaldares inferiores hay, al igual que los superiores, dos escudos por cada sitial. Todos ellos reproducen las armas de las distintas casas nobiliarias relacionadas con las clarisas.

#### Libros del coro
Se conservan tres libros de coro, minados en papel de nonato. El primer libro se compone de 11 cuadernillos de 10 folios cada uno de 52 por 71 centímetros. El segundo, de 52 por 71 centímetros, comprende 16 cuadernillos de 10 hojas. Y el tercero, de 52 por 71 centímetros, reúne 16 cuadernillos de 10 hojas. Están datados entre el siglo XV y el XVII.

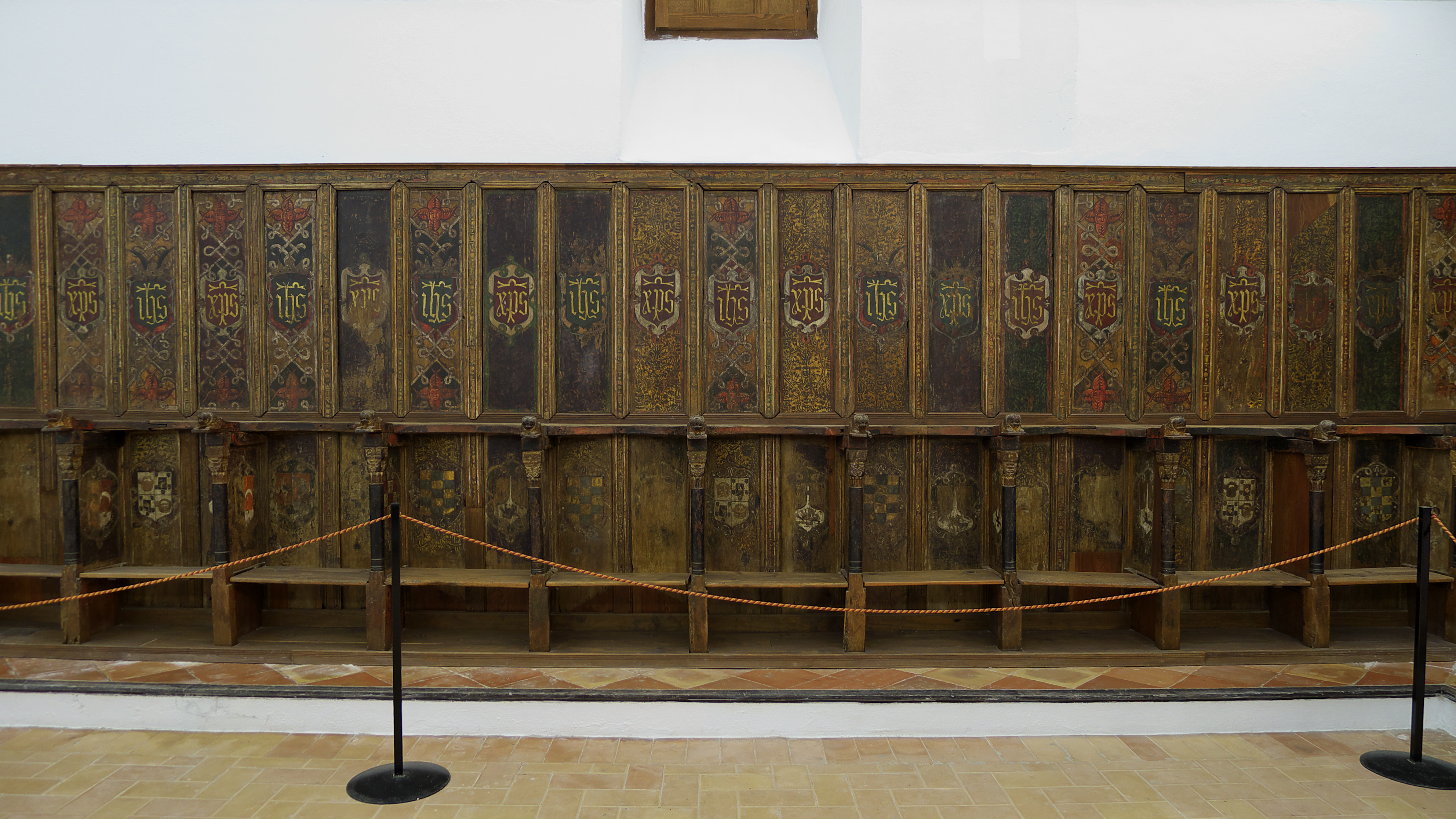
Detalle Sillería del Coro

#### Custodia-ostensorio
La custodia-ostensorio sale bajo palio en la festividad del Corpus Christi moguereño. Esta pieza de orfebrería consta de dos partes bien diferenciadas. La base y el ástil son obras góticas del primer cuarto del siglo XVI. El sol es una pieza barroca del XVIII.

#### Altares de azulejo
En el Antecoro perduran dos altares de azulejos. Uno instalado frente a la puerta de acceso, y el otro en el lateral izquierdo. La traza general de ambos altares es similar, presentando un formato rectangular decorado con cerámica policromada de estampación plana, con abundancia de azules sobre fondo amarillo. Son obras del círculo de Hernando de Valladares. El primero es de 2,63 m por 2 metros de ancho y el otro de 4,08 m de alto por 2,57 metros de ancho. Están datados hacia 1600. Uno de ellos alberga el relieve de la Circuncisión del Señor.

#### Lápidas sepulcrales
En distintos lugares del monasterio perduran varias losas sepulcrales de cierto interés histórico, ornamental y anecdótico. 
- Lápida del claustro: En el patio de las Madres, al pie de la pila adosada al aljibe, hay una lápida de mármol blanco (ancho, 0'42 m.; largo, 0'63 m.). Pertenece al enterramiento de Alonso Sánchez, su mujer y herederos.

En el Coro bajo existen otras tres:
- Lápida de Pedro Portocarrero: La cubierta de mármol de 1,37 m de ancho por 2,79 m de largo, pertenece a Pedro Portocarrero (X Señor de Moguer), su primera esposa Magdalena Pacheco, su segunda esposa María Enríquez. En la lápida figuran una inscripción gótica y los escudos de los Portocarrero, Enríquez, Guzmán y Cárdenas.

- Lápida de Juana de Cárdenas: Pertenece a la esposa del VIII Señor de Moguer, Pedro Portocarrero. Tiene 0,84 m de ancho por 1,74 de largo, y figura una inscripción gótica y el escudo de los Cárdenas.

- Lápida de Andrés de Vaias: Es de mármol blanco de 0,70 m de ancho por 1,72 m de largo, y en ella encontramos la inscripción en la que reza “Aquí iace el doctor Andres de Vaias Calvo, Visitador general ……12 de marco de 1659. Vecino que fue de esta ciudad de Moguer” y contando con diversos escudos.

- Lápida episcopal: En la capilla de la nave lateral izquierda de la Iglesia, hay otra lápida de un personaje eclesiástico desconocido, al estar muy gastada por las pisadas.

- Lápida de Pedro Gupil de Herrera: También en la iglesia hay otra lápida de mármol, en la que figura una inscripción donde detalla que se encuentran enterrado Pedro Gupil, su esposa y herederos.

#### Ornamentos bordados
Moguer conserva en este monasterio un terno (propiedad de las clarisas), compuesto por una casulla, dos dalmáticas y una capa pluvial. Todas las piezas están bordadas “al romano” sobre terciopelo carmesí. Los lomos o prominencias de los tallos y las hojas aparecen muy abultados debido a un grueso relleno que realzan los torzales redondos tendidos sobre ellos en sentido transversal. El bello brocatel de fondo es de época posterior a los bordados. Están datados en el siglo XVI. 

#### Dalmáticas Franciscanas
También se conservan dos dalmáticas franciscanas bordadas «al romano», sobre terciopelo rojo. La seda de fondo es de color blanco con decoración en relieve. Los faldones y bocamangas presentan estilizados roleos, que se disponen ateniéndose a un solo eje central de simetría.

#### Púlpito
Esta obra de cerrajería, situada en la capilla mayor al lado del Evangelio, procede del Convento de San Francisco. El púlpito -de 2'78 metros de altura- está ejecutado en hierro forjado y se compone de tres partes: pie, plataforma con antepecho y escalera. Se puede datar este púlpito entre los siglos XVII y XVIII. La decoración floral que enriquece esta pieza de la cerrajería andaluza ratifica dicha cronología.

#### Comulgatorio
La comunión de las religiosas del convento se realizaba, en las celebración de la Misa, a través del comulgatorio que comunica el bajo coro (zona de clausura) con el templo (zona de culto abierta a los fieles). Se trata de una interesante pieza en forma de puerta-retablo barroco, con una apertura en la zona central para la recepción del Santísimo Sacramento. Es obra de la segunda mitad del siglo XVIII atribuida al pintor José de Corbalán. Está realizado en madera tallada, dorada y policromada. Fue restaurado en 2018 por Almudena Fernández y José Joaquín Fijo.